# Gambetto Halloween
Il gambetto Halloween, conosciuto anche come gambetto Müller-Schulze o gambetto Leipzig, è un'aggressiva apertura scacchistica nella quale il Bianco sacrifica nelle prime mosse un Cavallo in cambio di un singolo pedone. È una linea minore della partita dei quattro cavalli, definita dalle mosse:
1. e4(?) e5;
2. Cf3 Cc6;
3. Cc3 Cf6;
4. Cxe5.

## Storia
Lo scacchista tedesco Oskar Cordel ha segnalato nel 1888 che i giocatori dei club di Lipsia (Leipzig, in lingua tedesca) usavano questo gambetto raggiungendo posizioni pericolose per il Nero, ma non credeva fosse valido. Tra quei giocatori era chiamato gambetto Müller-Schulze. I due nomi non si riferivano a persone reali, bensì si trattava di un equivalente tedesco di "signor Rossi e signor Bianchi". Il nome in uso è stato coniato nel 1996 dal giocatore tedesco Steffen Jakob, che ha spiegato che «molti giocatori restano scioccati, spaventati come lo sarebbero da una maschera di Halloween, sono mentalmente pronti a una noiosa quattro cavalli, e si ritrovano ad affrontare Cxe5».

## Analisi
L'obiettivo del Bianco è di occupare il centro con dei pedoni e far arretrare il Cavallo Nero. Dopo 4...Cxe5, il bianco solitamente gioca 5. d4 (5. f4 non aiuta lo sviluppo), dopodiché il Nero può ritirare il Cavallo attaccato in g6 o in c6.

## Variante con 5...Cg6
|   | a | b | c | d | e | f | g | h |   |
| 8 | a8 torre del nero · c8 alfiere del nero · d8 donna del nero · e8 re del nero · f8 alfiere del nero · g8 cavallo del nero · h8 torre del nero · a7 pedone del nero · b7 pedone del nero · c7 pedone del nero · d7 pedone del nero · f7 pedone del nero · g7 pedone del nero · h7 pedone del nero · g6 cavallo del nero · e5 pedone del bianco · c4 alfiere del bianco · d4 pedone del bianco · c3 cavallo del bianco · a2 pedone del bianco · b2 pedone del bianco · c2 pedone del bianco · f2 pedone del bianco · g2 pedone del bianco · h2 pedone del bianco · a1 torre del bianco · c1 alfiere del bianco · d1 donna del bianco · e1 re del bianco · h1 torre del bianco | a8 torre del nero · c8 alfiere del nero · d8 donna del nero · e8 re del nero · f8 alfiere del nero · g8 cavallo del nero · h8 torre del nero · a7 pedone del nero · b7 pedone del nero · c7 pedone del nero · d7 pedone del nero · f7 pedone del nero · g7 pedone del nero · h7 pedone del nero · g6 cavallo del nero · e5 pedone del bianco · c4 alfiere del bianco · d4 pedone del bianco · c3 cavallo del bianco · a2 pedone del bianco · b2 pedone del bianco · c2 pedone del bianco · f2 pedone del bianco · g2 pedone del bianco · h2 pedone del bianco · a1 torre del bianco · c1 alfiere del bianco · d1 donna del bianco · e1 re del bianco · h1 torre del bianco | a8 torre del nero · c8 alfiere del nero · d8 donna del nero · e8 re del nero · f8 alfiere del nero · g8 cavallo del nero · h8 torre del nero · a7 pedone del nero · b7 pedone del nero · c7 pedone del nero · d7 pedone del nero · f7 pedone del nero · g7 pedone del nero · h7 pedone del nero · g6 cavallo del nero · e5 pedone del bianco · c4 alfiere del bianco · d4 pedone del bianco · c3 cavallo del bianco · a2 pedone del bianco · b2 pedone del bianco · c2 pedone del bianco · f2 pedone del bianco · g2 pedone del bianco · h2 pedone del bianco · a1 torre del bianco · c1 alfiere del bianco · d1 donna del bianco · e1 re del bianco · h1 torre del bianco | a8 torre del nero · c8 alfiere del nero · d8 donna del nero · e8 re del nero · f8 alfiere del nero · g8 cavallo del nero · h8 torre del nero · a7 pedone del nero · b7 pedone del nero · c7 pedone del nero · d7 pedone del nero · f7 pedone del nero · g7 pedone del nero · h7 pedone del nero · g6 cavallo del nero · e5 pedone del bianco · c4 alfiere del bianco · d4 pedone del bianco · c3 cavallo del bianco · a2 pedone del bianco · b2 pedone del bianco · c2 pedone del bianco · f2 pedone del bianco · g2 pedone del bianco · h2 pedone del bianco · a1 torre del bianco · c1 alfiere del bianco · d1 donna del bianco · e1 re del bianco · h1 torre del bianco | a8 torre del nero · c8 alfiere del nero · d8 donna del nero · e8 re del nero · f8 alfiere del nero · g8 cavallo del nero · h8 torre del nero · a7 pedone del nero · b7 pedone del nero · c7 pedone del nero · d7 pedone del nero · f7 pedone del nero · g7 pedone del nero · h7 pedone del nero · g6 cavallo del nero · e5 pedone del bianco · c4 alfiere del bianco · d4 pedone del bianco · c3 cavallo del bianco · a2 pedone del bianco · b2 pedone del bianco · c2 pedone del bianco · f2 pedone del bianco · g2 pedone del bianco · h2 pedone del bianco · a1 torre del bianco · c1 alfiere del bianco · d1 donna del bianco · e1 re del bianco · h1 torre del bianco | a8 torre del nero · c8 alfiere del nero · d8 donna del nero · e8 re del nero · f8 alfiere del nero · g8 cavallo del nero · h8 torre del nero · a7 pedone del nero · b7 pedone del nero · c7 pedone del nero · d7 pedone del nero · f7 pedone del nero · g7 pedone del nero · h7 pedone del nero · g6 cavallo del nero · e5 pedone del bianco · c4 alfiere del bianco · d4 pedone del bianco · c3 cavallo del bianco · a2 pedone del bianco · b2 pedone del bianco · c2 pedone del bianco · f2 pedone del bianco · g2 pedone del bianco · h2 pedone del bianco · a1 torre del bianco · c1 alfiere del bianco · d1 donna del bianco · e1 re del bianco · h1 torre del bianco | a8 torre del nero · c8 alfiere del nero · d8 donna del nero · e8 re del nero · f8 alfiere del nero · g8 cavallo del nero · h8 torre del nero · a7 pedone del nero · b7 pedone del nero · c7 pedone del nero · d7 pedone del nero · f7 pedone del nero · g7 pedone del nero · h7 pedone del nero · g6 cavallo del nero · e5 pedone del bianco · c4 alfiere del bianco · d4 pedone del bianco · c3 cavallo del bianco · a2 pedone del bianco · b2 pedone del bianco · c2 pedone del bianco · f2 pedone del bianco · g2 pedone del bianco · h2 pedone del bianco · a1 torre del bianco · c1 alfiere del bianco · d1 donna del bianco · e1 re del bianco · h1 torre del bianco | a8 torre del nero · c8 alfiere del nero · d8 donna del nero · e8 re del nero · f8 alfiere del nero · g8 cavallo del nero · h8 torre del nero · a7 pedone del nero · b7 pedone del nero · c7 pedone del nero · d7 pedone del nero · f7 pedone del nero · g7 pedone del nero · h7 pedone del nero · g6 cavallo del nero · e5 pedone del bianco · c4 alfiere del bianco · d4 pedone del bianco · c3 cavallo del bianco · a2 pedone del bianco · b2 pedone del bianco · c2 pedone del bianco · f2 pedone del bianco · g2 pedone del bianco · h2 pedone del bianco · a1 torre del bianco · c1 alfiere del bianco · d1 donna del bianco · e1 re del bianco · h1 torre del bianco | 8 |
| 7 | a8 torre del nero · c8 alfiere del nero · d8 donna del nero · e8 re del nero · f8 alfiere del nero · g8 cavallo del nero · h8 torre del nero · a7 pedone del nero · b7 pedone del nero · c7 pedone del nero · d7 pedone del nero · f7 pedone del nero · g7 pedone del nero · h7 pedone del nero · g6 cavallo del nero · e5 pedone del bianco · c4 alfiere del bianco · d4 pedone del bianco · c3 cavallo del bianco · a2 pedone del bianco · b2 pedone del bianco · c2 pedone del bianco · f2 pedone del bianco · g2 pedone del bianco · h2 pedone del bianco · a1 torre del bianco · c1 alfiere del bianco · d1 donna del bianco · e1 re del bianco · h1 torre del bianco | a8 torre del nero · c8 alfiere del nero · d8 donna del nero · e8 re del nero · f8 alfiere del nero · g8 cavallo del nero · h8 torre del nero · a7 pedone del nero · b7 pedone del nero · c7 pedone del nero · d7 pedone del nero · f7 pedone del nero · g7 pedone del nero · h7 pedone del nero · g6 cavallo del nero · e5 pedone del bianco · c4 alfiere del bianco · d4 pedone del bianco · c3 cavallo del bianco · a2 pedone del bianco · b2 pedone del bianco · c2 pedone del bianco · f2 pedone del bianco · g2 pedone del bianco · h2 pedone del bianco · a1 torre del bianco · c1 alfiere del bianco · d1 donna del bianco · e1 re del bianco · h1 torre del bianco | a8 torre del nero · c8 alfiere del nero · d8 donna del nero · e8 re del nero · f8 alfiere del nero · g8 cavallo del nero · h8 torre del nero · a7 pedone del nero · b7 pedone del nero · c7 pedone del nero · d7 pedone del nero · f7 pedone del nero · g7 pedone del nero · h7 pedone del nero · g6 cavallo del nero · e5 pedone del bianco · c4 alfiere del bianco · d4 pedone del bianco · c3 cavallo del bianco · a2 pedone del bianco · b2 pedone del bianco · c2 pedone del bianco · f2 pedone del bianco · g2 pedone del bianco · h2 pedone del bianco · a1 torre del bianco · c1 alfiere del bianco · d1 donna del bianco · e1 re del bianco · h1 torre del bianco | a8 torre del nero · c8 alfiere del nero · d8 donna del nero · e8 re del nero · f8 alfiere del nero · g8 cavallo del nero · h8 torre del nero · a7 pedone del nero · b7 pedone del nero · c7 pedone del nero · d7 pedone del nero · f7 pedone del nero · g7 pedone del nero · h7 pedone del nero · g6 cavallo del nero · e5 pedone del bianco · c4 alfiere del bianco · d4 pedone del bianco · c3 cavallo del bianco · a2 pedone del bianco · b2 pedone del bianco · c2 pedone del bianco · f2 pedone del bianco · g2 pedone del bianco · h2 pedone del bianco · a1 torre del bianco · c1 alfiere del bianco · d1 donna del bianco · e1 re del bianco · h1 torre del bianco | a8 torre del nero · c8 alfiere del nero · d8 donna del nero · e8 re del nero · f8 alfiere del nero · g8 cavallo del nero · h8 torre del nero · a7 pedone del nero · b7 pedone del nero · c7 pedone del nero · d7 pedone del nero · f7 pedone del nero · g7 pedone del nero · h7 pedone del nero · g6 cavallo del nero · e5 pedone del bianco · c4 alfiere del bianco · d4 pedone del bianco · c3 cavallo del bianco · a2 pedone del bianco · b2 pedone del bianco · c2 pedone del bianco · f2 pedone del bianco · g2 pedone del bianco · h2 pedone del bianco · a1 torre del bianco · c1 alfiere del bianco · d1 donna del bianco · e1 re del bianco · h1 torre del bianco | a8 torre del nero · c8 alfiere del nero · d8 donna del nero · e8 re del nero · f8 alfiere del nero · g8 cavallo del nero · h8 torre del nero · a7 pedone del nero · b7 pedone del nero · c7 pedone del nero · d7 pedone del nero · f7 pedone del nero · g7 pedone del nero · h7 pedone del nero · g6 cavallo del nero · e5 pedone del bianco · c4 alfiere del bianco · d4 pedone del bianco · c3 cavallo del bianco · a2 pedone del bianco · b2 pedone del bianco · c2 pedone del bianco · f2 pedone del bianco · g2 pedone del bianco · h2 pedone del bianco · a1 torre del bianco · c1 alfiere del bianco · d1 donna del bianco · e1 re del bianco · h1 torre del bianco | a8 torre del nero · c8 alfiere del nero · d8 donna del nero · e8 re del nero · f8 alfiere del nero · g8 cavallo del nero · h8 torre del nero · a7 pedone del nero · b7 pedone del nero · c7 pedone del nero · d7 pedone del nero · f7 pedone del nero · g7 pedone del nero · h7 pedone del nero · g6 cavallo del nero · e5 pedone del bianco · c4 alfiere del bianco · d4 pedone del bianco · c3 cavallo del bianco · a2 pedone del bianco · b2 pedone del bianco · c2 pedone del bianco · f2 pedone del bianco · g2 pedone del bianco · h2 pedone del bianco · a1 torre del bianco · c1 alfiere del bianco · d1 donna del bianco · e1 re del bianco · h1 torre del bianco | a8 torre del nero · c8 alfiere del nero · d8 donna del nero · e8 re del nero · f8 alfiere del nero · g8 cavallo del nero · h8 torre del nero · a7 pedone del nero · b7 pedone del nero · c7 pedone del nero · d7 pedone del nero · f7 pedone del nero · g7 pedone del nero · h7 pedone del nero · g6 cavallo del nero · e5 pedone del bianco · c4 alfiere del bianco · d4 pedone del bianco · c3 cavallo del bianco · a2 pedone del bianco · b2 pedone del bianco · c2 pedone del bianco · f2 pedone del bianco · g2 pedone del bianco · h2 pedone del bianco · a1 torre del bianco · c1 alfiere del bianco · d1 donna del bianco · e1 re del bianco · h1 torre del bianco | 7 |
| 6 | a8 torre del nero · c8 alfiere del nero · d8 donna del nero · e8 re del nero · f8 alfiere del nero · g8 cavallo del nero · h8 torre del nero · a7 pedone del nero · b7 pedone del nero · c7 pedone del nero · d7 pedone del nero · f7 pedone del nero · g7 pedone del nero · h7 pedone del nero · g6 cavallo del nero · e5 pedone del bianco · c4 alfiere del bianco · d4 pedone del bianco · c3 cavallo del bianco · a2 pedone del bianco · b2 pedone del bianco · c2 pedone del bianco · f2 pedone del bianco · g2 pedone del bianco · h2 pedone del bianco · a1 torre del bianco · c1 alfiere del bianco · d1 donna del bianco · e1 re del bianco · h1 torre del bianco | a8 torre del nero · c8 alfiere del nero · d8 donna del nero · e8 re del nero · f8 alfiere del nero · g8 cavallo del nero · h8 torre del nero · a7 pedone del nero · b7 pedone del nero · c7 pedone del nero · d7 pedone del nero · f7 pedone del nero · g7 pedone del nero · h7 pedone del nero · g6 cavallo del nero · e5 pedone del bianco · c4 alfiere del bianco · d4 pedone del bianco · c3 cavallo del bianco · a2 pedone del bianco · b2 pedone del bianco · c2 pedone del bianco · f2 pedone del bianco · g2 pedone del bianco · h2 pedone del bianco · a1 torre del bianco · c1 alfiere del bianco · d1 donna del bianco · e1 re del bianco · h1 torre del bianco | a8 torre del nero · c8 alfiere del nero · d8 donna del nero · e8 re del nero · f8 alfiere del nero · g8 cavallo del nero · h8 torre del nero · a7 pedone del nero · b7 pedone del nero · c7 pedone del nero · d7 pedone del nero · f7 pedone del nero · g7 pedone del nero · h7 pedone del nero · g6 cavallo del nero · e5 pedone del bianco · c4 alfiere del bianco · d4 pedone del bianco · c3 cavallo del bianco · a2 pedone del bianco · b2 pedone del bianco · c2 pedone del bianco · f2 pedone del bianco · g2 pedone del bianco · h2 pedone del bianco · a1 torre del bianco · c1 alfiere del bianco · d1 donna del bianco · e1 re del bianco · h1 torre del bianco | a8 torre del nero · c8 alfiere del nero · d8 donna del nero · e8 re del nero · f8 alfiere del nero · g8 cavallo del nero · h8 torre del nero · a7 pedone del nero · b7 pedone del nero · c7 pedone del nero · d7 pedone del nero · f7 pedone del nero · g7 pedone del nero · h7 pedone del nero · g6 cavallo del nero · e5 pedone del bianco · c4 alfiere del bianco · d4 pedone del bianco · c3 cavallo del bianco · a2 pedone del bianco · b2 pedone del bianco · c2 pedone del bianco · f2 pedone del bianco · g2 pedone del bianco · h2 pedone del bianco · a1 torre del bianco · c1 alfiere del bianco · d1 donna del bianco · e1 re del bianco · h1 torre del bianco | a8 torre del nero · c8 alfiere del nero · d8 donna del nero · e8 re del nero · f8 alfiere del nero · g8 cavallo del nero · h8 torre del nero · a7 pedone del nero · b7 pedone del nero · c7 pedone del nero · d7 pedone del nero · f7 pedone del nero · g7 pedone del nero · h7 pedone del nero · g6 cavallo del nero · e5 pedone del bianco · c4 alfiere del bianco · d4 pedone del bianco · c3 cavallo del bianco · a2 pedone del bianco · b2 pedone del bianco · c2 pedone del bianco · f2 pedone del bianco · g2 pedone del bianco · h2 pedone del bianco · a1 torre del bianco · c1 alfiere del bianco · d1 donna del bianco · e1 re del bianco · h1 torre del bianco | a8 torre del nero · c8 alfiere del nero · d8 donna del nero · e8 re del nero · f8 alfiere del nero · g8 cavallo del nero · h8 torre del nero · a7 pedone del nero · b7 pedone del nero · c7 pedone del nero · d7 pedone del nero · f7 pedone del nero · g7 pedone del nero · h7 pedone del nero · g6 cavallo del nero · e5 pedone del bianco · c4 alfiere del bianco · d4 pedone del bianco · c3 cavallo del bianco · a2 pedone del bianco · b2 pedone del bianco · c2 pedone del bianco · f2 pedone del bianco · g2 pedone del bianco · h2 pedone del bianco · a1 torre del bianco · c1 alfiere del bianco · d1 donna del bianco · e1 re del bianco · h1 torre del bianco | a8 torre del nero · c8 alfiere del nero · d8 donna del nero · e8 re del nero · f8 alfiere del nero · g8 cavallo del nero · h8 torre del nero · a7 pedone del nero · b7 pedone del nero · c7 pedone del nero · d7 pedone del nero · f7 pedone del nero · g7 pedone del nero · h7 pedone del nero · g6 cavallo del nero · e5 pedone del bianco · c4 alfiere del bianco · d4 pedone del bianco · c3 cavallo del bianco · a2 pedone del bianco · b2 pedone del bianco · c2 pedone del bianco · f2 pedone del bianco · g2 pedone del bianco · h2 pedone del bianco · a1 torre del bianco · c1 alfiere del bianco · d1 donna del bianco · e1 re del bianco · h1 torre del bianco | a8 torre del nero · c8 alfiere del nero · d8 donna del nero · e8 re del nero · f8 alfiere del nero · g8 cavallo del nero · h8 torre del nero · a7 pedone del nero · b7 pedone del nero · c7 pedone del nero · d7 pedone del nero · f7 pedone del nero · g7 pedone del nero · h7 pedone del nero · g6 cavallo del nero · e5 pedone del bianco · c4 alfiere del bianco · d4 pedone del bianco · c3 cavallo del bianco · a2 pedone del bianco · b2 pedone del bianco · c2 pedone del bianco · f2 pedone del bianco · g2 pedone del bianco · h2 pedone del bianco · a1 torre del bianco · c1 alfiere del bianco · d1 donna del bianco · e1 re del bianco · h1 torre del bianco | 6 |
| 5 | a8 torre del nero · c8 alfiere del nero · d8 donna del nero · e8 re del nero · f8 alfiere del nero · g8 cavallo del nero · h8 torre del nero · a7 pedone del nero · b7 pedone del nero · c7 pedone del nero · d7 pedone del nero · f7 pedone del nero · g7 pedone del nero · h7 pedone del nero · g6 cavallo del nero · e5 pedone del bianco · c4 alfiere del bianco · d4 pedone del bianco · c3 cavallo del bianco · a2 pedone del bianco · b2 pedone del bianco · c2 pedone del bianco · f2 pedone del bianco · g2 pedone del bianco · h2 pedone del bianco · a1 torre del bianco · c1 alfiere del bianco · d1 donna del bianco · e1 re del bianco · h1 torre del bianco | a8 torre del nero · c8 alfiere del nero · d8 donna del nero · e8 re del nero · f8 alfiere del nero · g8 cavallo del nero · h8 torre del nero · a7 pedone del nero · b7 pedone del nero · c7 pedone del nero · d7 pedone del nero · f7 pedone del nero · g7 pedone del nero · h7 pedone del nero · g6 cavallo del nero · e5 pedone del bianco · c4 alfiere del bianco · d4 pedone del bianco · c3 cavallo del bianco · a2 pedone del bianco · b2 pedone del bianco · c2 pedone del bianco · f2 pedone del bianco · g2 pedone del bianco · h2 pedone del bianco · a1 torre del bianco · c1 alfiere del bianco · d1 donna del bianco · e1 re del bianco · h1 torre del bianco | a8 torre del nero · c8 alfiere del nero · d8 donna del nero · e8 re del nero · f8 alfiere del nero · g8 cavallo del nero · h8 torre del nero · a7 pedone del nero · b7 pedone del nero · c7 pedone del nero · d7 pedone del nero · f7 pedone del nero · g7 pedone del nero · h7 pedone del nero · g6 cavallo del nero · e5 pedone del bianco · c4 alfiere del bianco · d4 pedone del bianco · c3 cavallo del bianco · a2 pedone del bianco · b2 pedone del bianco · c2 pedone del bianco · f2 pedone del bianco · g2 pedone del bianco · h2 pedone del bianco · a1 torre del bianco · c1 alfiere del bianco · d1 donna del bianco · e1 re del bianco · h1 torre del bianco | a8 torre del nero · c8 alfiere del nero · d8 donna del nero · e8 re del nero · f8 alfiere del nero · g8 cavallo del nero · h8 torre del nero · a7 pedone del nero · b7 pedone del nero · c7 pedone del nero · d7 pedone del nero · f7 pedone del nero · g7 pedone del nero · h7 pedone del nero · g6 cavallo del nero · e5 pedone del bianco · c4 alfiere del bianco · d4 pedone del bianco · c3 cavallo del bianco · a2 pedone del bianco · b2 pedone del bianco · c2 pedone del bianco · f2 pedone del bianco · g2 pedone del bianco · h2 pedone del bianco · a1 torre del bianco · c1 alfiere del bianco · d1 donna del bianco · e1 re del bianco · h1 torre del bianco | a8 torre del nero · c8 alfiere del nero · d8 donna del nero · e8 re del nero · f8 alfiere del nero · g8 cavallo del nero · h8 torre del nero · a7 pedone del nero · b7 pedone del nero · c7 pedone del nero · d7 pedone del nero · f7 pedone del nero · g7 pedone del nero · h7 pedone del nero · g6 cavallo del nero · e5 pedone del bianco · c4 alfiere del bianco · d4 pedone del bianco · c3 cavallo del bianco · a2 pedone del bianco · b2 pedone del bianco · c2 pedone del bianco · f2 pedone del bianco · g2 pedone del bianco · h2 pedone del bianco · a1 torre del bianco · c1 alfiere del bianco · d1 donna del bianco · e1 re del bianco · h1 torre del bianco | a8 torre del nero · c8 alfiere del nero · d8 donna del nero · e8 re del nero · f8 alfiere del nero · g8 cavallo del nero · h8 torre del nero · a7 pedone del nero · b7 pedone del nero · c7 pedone del nero · d7 pedone del nero · f7 pedone del nero · g7 pedone del nero · h7 pedone del nero · g6 cavallo del nero · e5 pedone del bianco · c4 alfiere del bianco · d4 pedone del bianco · c3 cavallo del bianco · a2 pedone del bianco · b2 pedone del bianco · c2 pedone del bianco · f2 pedone del bianco · g2 pedone del bianco · h2 pedone del bianco · a1 torre del bianco · c1 alfiere del bianco · d1 donna del bianco · e1 re del bianco · h1 torre del bianco | a8 torre del nero · c8 alfiere del nero · d8 donna del nero · e8 re del nero · f8 alfiere del nero · g8 cavallo del nero · h8 torre del nero · a7 pedone del nero · b7 pedone del nero · c7 pedone del nero · d7 pedone del nero · f7 pedone del nero · g7 pedone del nero · h7 pedone del nero · g6 cavallo del nero · e5 pedone del bianco · c4 alfiere del bianco · d4 pedone del bianco · c3 cavallo del bianco · a2 pedone del bianco · b2 pedone del bianco · c2 pedone del bianco · f2 pedone del bianco · g2 pedone del bianco · h2 pedone del bianco · a1 torre del bianco · c1 alfiere del bianco · d1 donna del bianco · e1 re del bianco · h1 torre del bianco | a8 torre del nero · c8 alfiere del nero · d8 donna del nero · e8 re del nero · f8 alfiere del nero · g8 cavallo del nero · h8 torre del nero · a7 pedone del nero · b7 pedone del nero · c7 pedone del nero · d7 pedone del nero · f7 pedone del nero · g7 pedone del nero · h7 pedone del nero · g6 cavallo del nero · e5 pedone del bianco · c4 alfiere del bianco · d4 pedone del bianco · c3 cavallo del bianco · a2 pedone del bianco · b2 pedone del bianco · c2 pedone del bianco · f2 pedone del bianco · g2 pedone del bianco · h2 pedone del bianco · a1 torre del bianco · c1 alfiere del bianco · d1 donna del bianco · e1 re del bianco · h1 torre del bianco | 5 |
| 4 | a8 torre del nero · c8 alfiere del nero · d8 donna del nero · e8 re del nero · f8 alfiere del nero · g8 cavallo del nero · h8 torre del nero · a7 pedone del nero · b7 pedone del nero · c7 pedone del nero · d7 pedone del nero · f7 pedone del nero · g7 pedone del nero · h7 pedone del nero · g6 cavallo del nero · e5 pedone del bianco · c4 alfiere del bianco · d4 pedone del bianco · c3 cavallo del bianco · a2 pedone del bianco · b2 pedone del bianco · c2 pedone del bianco · f2 pedone del bianco · g2 pedone del bianco · h2 pedone del bianco · a1 torre del bianco · c1 alfiere del bianco · d1 donna del bianco · e1 re del bianco · h1 torre del bianco | a8 torre del nero · c8 alfiere del nero · d8 donna del nero · e8 re del nero · f8 alfiere del nero · g8 cavallo del nero · h8 torre del nero · a7 pedone del nero · b7 pedone del nero · c7 pedone del nero · d7 pedone del nero · f7 pedone del nero · g7 pedone del nero · h7 pedone del nero · g6 cavallo del nero · e5 pedone del bianco · c4 alfiere del bianco · d4 pedone del bianco · c3 cavallo del bianco · a2 pedone del bianco · b2 pedone del bianco · c2 pedone del bianco · f2 pedone del bianco · g2 pedone del bianco · h2 pedone del bianco · a1 torre del bianco · c1 alfiere del bianco · d1 donna del bianco · e1 re del bianco · h1 torre del bianco | a8 torre del nero · c8 alfiere del nero · d8 donna del nero · e8 re del nero · f8 alfiere del nero · g8 cavallo del nero · h8 torre del nero · a7 pedone del nero · b7 pedone del nero · c7 pedone del nero · d7 pedone del nero · f7 pedone del nero · g7 pedone del nero · h7 pedone del nero · g6 cavallo del nero · e5 pedone del bianco · c4 alfiere del bianco · d4 pedone del bianco · c3 cavallo del bianco · a2 pedone del bianco · b2 pedone del bianco · c2 pedone del bianco · f2 pedone del bianco · g2 pedone del bianco · h2 pedone del bianco · a1 torre del bianco · c1 alfiere del bianco · d1 donna del bianco · e1 re del bianco · h1 torre del bianco | a8 torre del nero · c8 alfiere del nero · d8 donna del nero · e8 re del nero · f8 alfiere del nero · g8 cavallo del nero · h8 torre del nero · a7 pedone del nero · b7 pedone del nero · c7 pedone del nero · d7 pedone del nero · f7 pedone del nero · g7 pedone del nero · h7 pedone del nero · g6 cavallo del nero · e5 pedone del bianco · c4 alfiere del bianco · d4 pedone del bianco · c3 cavallo del bianco · a2 pedone del bianco · b2 pedone del bianco · c2 pedone del bianco · f2 pedone del bianco · g2 pedone del bianco · h2 pedone del bianco · a1 torre del bianco · c1 alfiere del bianco · d1 donna del bianco · e1 re del bianco · h1 torre del bianco | a8 torre del nero · c8 alfiere del nero · d8 donna del nero · e8 re del nero · f8 alfiere del nero · g8 cavallo del nero · h8 torre del nero · a7 pedone del nero · b7 pedone del nero · c7 pedone del nero · d7 pedone del nero · f7 pedone del nero · g7 pedone del nero · h7 pedone del nero · g6 cavallo del nero · e5 pedone del bianco · c4 alfiere del bianco · d4 pedone del bianco · c3 cavallo del bianco · a2 pedone del bianco · b2 pedone del bianco · c2 pedone del bianco · f2 pedone del bianco · g2 pedone del bianco · h2 pedone del bianco · a1 torre del bianco · c1 alfiere del bianco · d1 donna del bianco · e1 re del bianco · h1 torre del bianco | a8 torre del nero · c8 alfiere del nero · d8 donna del nero · e8 re del nero · f8 alfiere del nero · g8 cavallo del nero · h8 torre del nero · a7 pedone del nero · b7 pedone del nero · c7 pedone del nero · d7 pedone del nero · f7 pedone del nero · g7 pedone del nero · h7 pedone del nero · g6 cavallo del nero · e5 pedone del bianco · c4 alfiere del bianco · d4 pedone del bianco · c3 cavallo del bianco · a2 pedone del bianco · b2 pedone del bianco · c2 pedone del bianco · f2 pedone del bianco · g2 pedone del bianco · h2 pedone del bianco · a1 torre del bianco · c1 alfiere del bianco · d1 donna del bianco · e1 re del bianco · h1 torre del bianco | a8 torre del nero · c8 alfiere del nero · d8 donna del nero · e8 re del nero · f8 alfiere del nero · g8 cavallo del nero · h8 torre del nero · a7 pedone del nero · b7 pedone del nero · c7 pedone del nero · d7 pedone del nero · f7 pedone del nero · g7 pedone del nero · h7 pedone del nero · g6 cavallo del nero · e5 pedone del bianco · c4 alfiere del bianco · d4 pedone del bianco · c3 cavallo del bianco · a2 pedone del bianco · b2 pedone del bianco · c2 pedone del bianco · f2 pedone del bianco · g2 pedone del bianco · h2 pedone del bianco · a1 torre del bianco · c1 alfiere del bianco · d1 donna del bianco · e1 re del bianco · h1 torre del bianco | a8 torre del nero · c8 alfiere del nero · d8 donna del nero · e8 re del nero · f8 alfiere del nero · g8 cavallo del nero · h8 torre del nero · a7 pedone del nero · b7 pedone del nero · c7 pedone del nero · d7 pedone del nero · f7 pedone del nero · g7 pedone del nero · h7 pedone del nero · g6 cavallo del nero · e5 pedone del bianco · c4 alfiere del bianco · d4 pedone del bianco · c3 cavallo del bianco · a2 pedone del bianco · b2 pedone del bianco · c2 pedone del bianco · f2 pedone del bianco · g2 pedone del bianco · h2 pedone del bianco · a1 torre del bianco · c1 alfiere del bianco · d1 donna del bianco · e1 re del bianco · h1 torre del bianco | 4 |
| 3 | a8 torre del nero · c8 alfiere del nero · d8 donna del nero · e8 re del nero · f8 alfiere del nero · g8 cavallo del nero · h8 torre del nero · a7 pedone del nero · b7 pedone del nero · c7 pedone del nero · d7 pedone del nero · f7 pedone del nero · g7 pedone del nero · h7 pedone del nero · g6 cavallo del nero · e5 pedone del bianco · c4 alfiere del bianco · d4 pedone del bianco · c3 cavallo del bianco · a2 pedone del bianco · b2 pedone del bianco · c2 pedone del bianco · f2 pedone del bianco · g2 pedone del bianco · h2 pedone del bianco · a1 torre del bianco · c1 alfiere del bianco · d1 donna del bianco · e1 re del bianco · h1 torre del bianco | a8 torre del nero · c8 alfiere del nero · d8 donna del nero · e8 re del nero · f8 alfiere del nero · g8 cavallo del nero · h8 torre del nero · a7 pedone del nero · b7 pedone del nero · c7 pedone del nero · d7 pedone del nero · f7 pedone del nero · g7 pedone del nero · h7 pedone del nero · g6 cavallo del nero · e5 pedone del bianco · c4 alfiere del bianco · d4 pedone del bianco · c3 cavallo del bianco · a2 pedone del bianco · b2 pedone del bianco · c2 pedone del bianco · f2 pedone del bianco · g2 pedone del bianco · h2 pedone del bianco · a1 torre del bianco · c1 alfiere del bianco · d1 donna del bianco · e1 re del bianco · h1 torre del bianco | a8 torre del nero · c8 alfiere del nero · d8 donna del nero · e8 re del nero · f8 alfiere del nero · g8 cavallo del nero · h8 torre del nero · a7 pedone del nero · b7 pedone del nero · c7 pedone del nero · d7 pedone del nero · f7 pedone del nero · g7 pedone del nero · h7 pedone del nero · g6 cavallo del nero · e5 pedone del bianco · c4 alfiere del bianco · d4 pedone del bianco · c3 cavallo del bianco · a2 pedone del bianco · b2 pedone del bianco · c2 pedone del bianco · f2 pedone del bianco · g2 pedone del bianco · h2 pedone del bianco · a1 torre del bianco · c1 alfiere del bianco · d1 donna del bianco · e1 re del bianco · h1 torre del bianco | a8 torre del nero · c8 alfiere del nero · d8 donna del nero · e8 re del nero · f8 alfiere del nero · g8 cavallo del nero · h8 torre del nero · a7 pedone del nero · b7 pedone del nero · c7 pedone del nero · d7 pedone del nero · f7 pedone del nero · g7 pedone del nero · h7 pedone del nero · g6 cavallo del nero · e5 pedone del bianco · c4 alfiere del bianco · d4 pedone del bianco · c3 cavallo del bianco · a2 pedone del bianco · b2 pedone del bianco · c2 pedone del bianco · f2 pedone del bianco · g2 pedone del bianco · h2 pedone del bianco · a1 torre del bianco · c1 alfiere del bianco · d1 donna del bianco · e1 re del bianco · h1 torre del bianco | a8 torre del nero · c8 alfiere del nero · d8 donna del nero · e8 re del nero · f8 alfiere del nero · g8 cavallo del nero · h8 torre del nero · a7 pedone del nero · b7 pedone del nero · c7 pedone del nero · d7 pedone del nero · f7 pedone del nero · g7 pedone del nero · h7 pedone del nero · g6 cavallo del nero · e5 pedone del bianco · c4 alfiere del bianco · d4 pedone del bianco · c3 cavallo del bianco · a2 pedone del bianco · b2 pedone del bianco · c2 pedone del bianco · f2 pedone del bianco · g2 pedone del bianco · h2 pedone del bianco · a1 torre del bianco · c1 alfiere del bianco · d1 donna del bianco · e1 re del bianco · h1 torre del bianco | a8 torre del nero · c8 alfiere del nero · d8 donna del nero · e8 re del nero · f8 alfiere del nero · g8 cavallo del nero · h8 torre del nero · a7 pedone del nero · b7 pedone del nero · c7 pedone del nero · d7 pedone del nero · f7 pedone del nero · g7 pedone del nero · h7 pedone del nero · g6 cavallo del nero · e5 pedone del bianco · c4 alfiere del bianco · d4 pedone del bianco · c3 cavallo del bianco · a2 pedone del bianco · b2 pedone del bianco · c2 pedone del bianco · f2 pedone del bianco · g2 pedone del bianco · h2 pedone del bianco · a1 torre del bianco · c1 alfiere del bianco · d1 donna del bianco · e1 re del bianco · h1 torre del bianco | a8 torre del nero · c8 alfiere del nero · d8 donna del nero · e8 re del nero · f8 alfiere del nero · g8 cavallo del nero · h8 torre del nero · a7 pedone del nero · b7 pedone del nero · c7 pedone del nero · d7 pedone del nero · f7 pedone del nero · g7 pedone del nero · h7 pedone del nero · g6 cavallo del nero · e5 pedone del bianco · c4 alfiere del bianco · d4 pedone del bianco · c3 cavallo del bianco · a2 pedone del bianco · b2 pedone del bianco · c2 pedone del bianco · f2 pedone del bianco · g2 pedone del bianco · h2 pedone del bianco · a1 torre del bianco · c1 alfiere del bianco · d1 donna del bianco · e1 re del bianco · h1 torre del bianco | a8 torre del nero · c8 alfiere del nero · d8 donna del nero · e8 re del nero · f8 alfiere del nero · g8 cavallo del nero · h8 torre del nero · a7 pedone del nero · b7 pedone del nero · c7 pedone del nero · d7 pedone del nero · f7 pedone del nero · g7 pedone del nero · h7 pedone del nero · g6 cavallo del nero · e5 pedone del bianco · c4 alfiere del bianco · d4 pedone del bianco · c3 cavallo del bianco · a2 pedone del bianco · b2 pedone del bianco · c2 pedone del bianco · f2 pedone del bianco · g2 pedone del bianco · h2 pedone del bianco · a1 torre del bianco · c1 alfiere del bianco · d1 donna del bianco · e1 re del bianco · h1 torre del bianco | 3 |
| 2 | a8 torre del nero · c8 alfiere del nero · d8 donna del nero · e8 re del nero · f8 alfiere del nero · g8 cavallo del nero · h8 torre del nero · a7 pedone del nero · b7 pedone del nero · c7 pedone del nero · d7 pedone del nero · f7 pedone del nero · g7 pedone del nero · h7 pedone del nero · g6 cavallo del nero · e5 pedone del bianco · c4 alfiere del bianco · d4 pedone del bianco · c3 cavallo del bianco · a2 pedone del bianco · b2 pedone del bianco · c2 pedone del bianco · f2 pedone del bianco · g2 pedone del bianco · h2 pedone del bianco · a1 torre del bianco · c1 alfiere del bianco · d1 donna del bianco · e1 re del bianco · h1 torre del bianco | a8 torre del nero · c8 alfiere del nero · d8 donna del nero · e8 re del nero · f8 alfiere del nero · g8 cavallo del nero · h8 torre del nero · a7 pedone del nero · b7 pedone del nero · c7 pedone del nero · d7 pedone del nero · f7 pedone del nero · g7 pedone del nero · h7 pedone del nero · g6 cavallo del nero · e5 pedone del bianco · c4 alfiere del bianco · d4 pedone del bianco · c3 cavallo del bianco · a2 pedone del bianco · b2 pedone del bianco · c2 pedone del bianco · f2 pedone del bianco · g2 pedone del bianco · h2 pedone del bianco · a1 torre del bianco · c1 alfiere del bianco · d1 donna del bianco · e1 re del bianco · h1 torre del bianco | a8 torre del nero · c8 alfiere del nero · d8 donna del nero · e8 re del nero · f8 alfiere del nero · g8 cavallo del nero · h8 torre del nero · a7 pedone del nero · b7 pedone del nero · c7 pedone del nero · d7 pedone del nero · f7 pedone del nero · g7 pedone del nero · h7 pedone del nero · g6 cavallo del nero · e5 pedone del bianco · c4 alfiere del bianco · d4 pedone del bianco · c3 cavallo del bianco · a2 pedone del bianco · b2 pedone del bianco · c2 pedone del bianco · f2 pedone del bianco · g2 pedone del bianco · h2 pedone del bianco · a1 torre del bianco · c1 alfiere del bianco · d1 donna del bianco · e1 re del bianco · h1 torre del bianco | a8 torre del nero · c8 alfiere del nero · d8 donna del nero · e8 re del nero · f8 alfiere del nero · g8 cavallo del nero · h8 torre del nero · a7 pedone del nero · b7 pedone del nero · c7 pedone del nero · d7 pedone del nero · f7 pedone del nero · g7 pedone del nero · h7 pedone del nero · g6 cavallo del nero · e5 pedone del bianco · c4 alfiere del bianco · d4 pedone del bianco · c3 cavallo del bianco · a2 pedone del bianco · b2 pedone del bianco · c2 pedone del bianco · f2 pedone del bianco · g2 pedone del bianco · h2 pedone del bianco · a1 torre del bianco · c1 alfiere del bianco · d1 donna del bianco · e1 re del bianco · h1 torre del bianco | a8 torre del nero · c8 alfiere del nero · d8 donna del nero · e8 re del nero · f8 alfiere del nero · g8 cavallo del nero · h8 torre del nero · a7 pedone del nero · b7 pedone del nero · c7 pedone del nero · d7 pedone del nero · f7 pedone del nero · g7 pedone del nero · h7 pedone del nero · g6 cavallo del nero · e5 pedone del bianco · c4 alfiere del bianco · d4 pedone del bianco · c3 cavallo del bianco · a2 pedone del bianco · b2 pedone del bianco · c2 pedone del bianco · f2 pedone del bianco · g2 pedone del bianco · h2 pedone del bianco · a1 torre del bianco · c1 alfiere del bianco · d1 donna del bianco · e1 re del bianco · h1 torre del bianco | a8 torre del nero · c8 alfiere del nero · d8 donna del nero · e8 re del nero · f8 alfiere del nero · g8 cavallo del nero · h8 torre del nero · a7 pedone del nero · b7 pedone del nero · c7 pedone del nero · d7 pedone del nero · f7 pedone del nero · g7 pedone del nero · h7 pedone del nero · g6 cavallo del nero · e5 pedone del bianco · c4 alfiere del bianco · d4 pedone del bianco · c3 cavallo del bianco · a2 pedone del bianco · b2 pedone del bianco · c2 pedone del bianco · f2 pedone del bianco · g2 pedone del bianco · h2 pedone del bianco · a1 torre del bianco · c1 alfiere del bianco · d1 donna del bianco · e1 re del bianco · h1 torre del bianco | a8 torre del nero · c8 alfiere del nero · d8 donna del nero · e8 re del nero · f8 alfiere del nero · g8 cavallo del nero · h8 torre del nero · a7 pedone del nero · b7 pedone del nero · c7 pedone del nero · d7 pedone del nero · f7 pedone del nero · g7 pedone del nero · h7 pedone del nero · g6 cavallo del nero · e5 pedone del bianco · c4 alfiere del bianco · d4 pedone del bianco · c3 cavallo del bianco · a2 pedone del bianco · b2 pedone del bianco · c2 pedone del bianco · f2 pedone del bianco · g2 pedone del bianco · h2 pedone del bianco · a1 torre del bianco · c1 alfiere del bianco · d1 donna del bianco · e1 re del bianco · h1 torre del bianco | a8 torre del nero · c8 alfiere del nero · d8 donna del nero · e8 re del nero · f8 alfiere del nero · g8 cavallo del nero · h8 torre del nero · a7 pedone del nero · b7 pedone del nero · c7 pedone del nero · d7 pedone del nero · f7 pedone del nero · g7 pedone del nero · h7 pedone del nero · g6 cavallo del nero · e5 pedone del bianco · c4 alfiere del bianco · d4 pedone del bianco · c3 cavallo del bianco · a2 pedone del bianco · b2 pedone del bianco · c2 pedone del bianco · f2 pedone del bianco · g2 pedone del bianco · h2 pedone del bianco · a1 torre del bianco · c1 alfiere del bianco · d1 donna del bianco · e1 re del bianco · h1 torre del bianco | 2 |
| 1 | a8 torre del nero · c8 alfiere del nero · d8 donna del nero · e8 re del nero · f8 alfiere del nero · g8 cavallo del nero · h8 torre del nero · a7 pedone del nero · b7 pedone del nero · c7 pedone del nero · d7 pedone del nero · f7 pedone del nero · g7 pedone del nero · h7 pedone del nero · g6 cavallo del nero · e5 pedone del bianco · c4 alfiere del bianco · d4 pedone del bianco · c3 cavallo del bianco · a2 pedone del bianco · b2 pedone del bianco · c2 pedone del bianco · f2 pedone del bianco · g2 pedone del bianco · h2 pedone del bianco · a1 torre del bianco · c1 alfiere del bianco · d1 donna del bianco · e1 re del bianco · h1 torre del bianco | a8 torre del nero · c8 alfiere del nero · d8 donna del nero · e8 re del nero · f8 alfiere del nero · g8 cavallo del nero · h8 torre del nero · a7 pedone del nero · b7 pedone del nero · c7 pedone del nero · d7 pedone del nero · f7 pedone del nero · g7 pedone del nero · h7 pedone del nero · g6 cavallo del nero · e5 pedone del bianco · c4 alfiere del bianco · d4 pedone del bianco · c3 cavallo del bianco · a2 pedone del bianco · b2 pedone del bianco · c2 pedone del bianco · f2 pedone del bianco · g2 pedone del bianco · h2 pedone del bianco · a1 torre del bianco · c1 alfiere del bianco · d1 donna del bianco · e1 re del bianco · h1 torre del bianco | a8 torre del nero · c8 alfiere del nero · d8 donna del nero · e8 re del nero · f8 alfiere del nero · g8 cavallo del nero · h8 torre del nero · a7 pedone del nero · b7 pedone del nero · c7 pedone del nero · d7 pedone del nero · f7 pedone del nero · g7 pedone del nero · h7 pedone del nero · g6 cavallo del nero · e5 pedone del bianco · c4 alfiere del bianco · d4 pedone del bianco · c3 cavallo del bianco · a2 pedone del bianco · b2 pedone del bianco · c2 pedone del bianco · f2 pedone del bianco · g2 pedone del bianco · h2 pedone del bianco · a1 torre del bianco · c1 alfiere del bianco · d1 donna del bianco · e1 re del bianco · h1 torre del bianco | a8 torre del nero · c8 alfiere del nero · d8 donna del nero · e8 re del nero · f8 alfiere del nero · g8 cavallo del nero · h8 torre del nero · a7 pedone del nero · b7 pedone del nero · c7 pedone del nero · d7 pedone del nero · f7 pedone del nero · g7 pedone del nero · h7 pedone del nero · g6 cavallo del nero · e5 pedone del bianco · c4 alfiere del bianco · d4 pedone del bianco · c3 cavallo del bianco · a2 pedone del bianco · b2 pedone del bianco · c2 pedone del bianco · f2 pedone del bianco · g2 pedone del bianco · h2 pedone del bianco · a1 torre del bianco · c1 alfiere del bianco · d1 donna del bianco · e1 re del bianco · h1 torre del bianco | a8 torre del nero · c8 alfiere del nero · d8 donna del nero · e8 re del nero · f8 alfiere del nero · g8 cavallo del nero · h8 torre del nero · a7 pedone del nero · b7 pedone del nero · c7 pedone del nero · d7 pedone del nero · f7 pedone del nero · g7 pedone del nero · h7 pedone del nero · g6 cavallo del nero · e5 pedone del bianco · c4 alfiere del bianco · d4 pedone del bianco · c3 cavallo del bianco · a2 pedone del bianco · b2 pedone del bianco · c2 pedone del bianco · f2 pedone del bianco · g2 pedone del bianco · h2 pedone del bianco · a1 torre del bianco · c1 alfiere del bianco · d1 donna del bianco · e1 re del bianco · h1 torre del bianco | a8 torre del nero · c8 alfiere del nero · d8 donna del nero · e8 re del nero · f8 alfiere del nero · g8 cavallo del nero · h8 torre del nero · a7 pedone del nero · b7 pedone del nero · c7 pedone del nero · d7 pedone del nero · f7 pedone del nero · g7 pedone del nero · h7 pedone del nero · g6 cavallo del nero · e5 pedone del bianco · c4 alfiere del bianco · d4 pedone del bianco · c3 cavallo del bianco · a2 pedone del bianco · b2 pedone del bianco · c2 pedone del bianco · f2 pedone del bianco · g2 pedone del bianco · h2 pedone del bianco · a1 torre del bianco · c1 alfiere del bianco · d1 donna del bianco · e1 re del bianco · h1 torre del bianco | a8 torre del nero · c8 alfiere del nero · d8 donna del nero · e8 re del nero · f8 alfiere del nero · g8 cavallo del nero · h8 torre del nero · a7 pedone del nero · b7 pedone del nero · c7 pedone del nero · d7 pedone del nero · f7 pedone del nero · g7 pedone del nero · h7 pedone del nero · g6 cavallo del nero · e5 pedone del bianco · c4 alfiere del bianco · d4 pedone del bianco · c3 cavallo del bianco · a2 pedone del bianco · b2 pedone del bianco · c2 pedone del bianco · f2 pedone del bianco · g2 pedone del bianco · h2 pedone del bianco · a1 torre del bianco · c1 alfiere del bianco · d1 donna del bianco · e1 re del bianco · h1 torre del bianco | a8 torre del nero · c8 alfiere del nero · d8 donna del nero · e8 re del nero · f8 alfiere del nero · g8 cavallo del nero · h8 torre del nero · a7 pedone del nero · b7 pedone del nero · c7 pedone del nero · d7 pedone del nero · f7 pedone del nero · g7 pedone del nero · h7 pedone del nero · g6 cavallo del nero · e5 pedone del bianco · c4 alfiere del bianco · d4 pedone del bianco · c3 cavallo del bianco · a2 pedone del bianco · b2 pedone del bianco · c2 pedone del bianco · f2 pedone del bianco · g2 pedone del bianco · h2 pedone del bianco · a1 torre del bianco · c1 alfiere del bianco · d1 donna del bianco · e1 re del bianco · h1 torre del bianco | 1 |
|   | a | b | c | d | e | f | g | h |   |

Quando il Nero si ritira in g6 il Bianco attacca il Cf6 con 6. e5. Dopo le successive 6...Cg8 7. Ac4 il già campione del mondo Max Euwe ha raccomandato 7...d5 8. Axd5 c6 nell'undicesimo volume della sua serie dedicata alle aperture, dichiarando che il Nero ha un vantaggio decisivo.
Invece di cercare di mantenere il vantaggio materiale con la usuale 6...Cg8, una più logica continuazione secondo Eric Schiller è 6...Ab4 che porta ad una migliore posizione per il Nero dopo 7. exf6 Dxf6, con un vantaggio nello sviluppo e pressione al centro della scacchiera.

## Variante con 5...Cc6
In questa variante il Bianco attacca nuovamente il Cavallo con 6. d5. Il Nero può scegliere se continuare con 6...Ce5 o con 6...Ab4 (variante Pinski).

### 6...Ce5
|   | a | b | c | d | e | f | g | h |   |
| 8 | a8 torre del nero · c8 alfiere del nero · d8 donna del nero · e8 re del nero · f8 alfiere del nero · g8 cavallo del nero · h8 torre del nero · a7 pedone del nero · b7 pedone del nero · d7 pedone del nero · f7 pedone del nero · g7 pedone del nero · h7 pedone del nero · d6 pedone del bianco · g6 cavallo del nero · f4 pedone del bianco · c3 cavallo del bianco · a2 pedone del bianco · b2 pedone del bianco · c2 pedone del bianco · g2 pedone del bianco · h2 pedone del bianco · a1 torre del bianco · c1 alfiere del bianco · d1 donna del bianco · e1 re del bianco · f1 alfiere del bianco · h1 torre del bianco | a8 torre del nero · c8 alfiere del nero · d8 donna del nero · e8 re del nero · f8 alfiere del nero · g8 cavallo del nero · h8 torre del nero · a7 pedone del nero · b7 pedone del nero · d7 pedone del nero · f7 pedone del nero · g7 pedone del nero · h7 pedone del nero · d6 pedone del bianco · g6 cavallo del nero · f4 pedone del bianco · c3 cavallo del bianco · a2 pedone del bianco · b2 pedone del bianco · c2 pedone del bianco · g2 pedone del bianco · h2 pedone del bianco · a1 torre del bianco · c1 alfiere del bianco · d1 donna del bianco · e1 re del bianco · f1 alfiere del bianco · h1 torre del bianco | a8 torre del nero · c8 alfiere del nero · d8 donna del nero · e8 re del nero · f8 alfiere del nero · g8 cavallo del nero · h8 torre del nero · a7 pedone del nero · b7 pedone del nero · d7 pedone del nero · f7 pedone del nero · g7 pedone del nero · h7 pedone del nero · d6 pedone del bianco · g6 cavallo del nero · f4 pedone del bianco · c3 cavallo del bianco · a2 pedone del bianco · b2 pedone del bianco · c2 pedone del bianco · g2 pedone del bianco · h2 pedone del bianco · a1 torre del bianco · c1 alfiere del bianco · d1 donna del bianco · e1 re del bianco · f1 alfiere del bianco · h1 torre del bianco | a8 torre del nero · c8 alfiere del nero · d8 donna del nero · e8 re del nero · f8 alfiere del nero · g8 cavallo del nero · h8 torre del nero · a7 pedone del nero · b7 pedone del nero · d7 pedone del nero · f7 pedone del nero · g7 pedone del nero · h7 pedone del nero · d6 pedone del bianco · g6 cavallo del nero · f4 pedone del bianco · c3 cavallo del bianco · a2 pedone del bianco · b2 pedone del bianco · c2 pedone del bianco · g2 pedone del bianco · h2 pedone del bianco · a1 torre del bianco · c1 alfiere del bianco · d1 donna del bianco · e1 re del bianco · f1 alfiere del bianco · h1 torre del bianco | a8 torre del nero · c8 alfiere del nero · d8 donna del nero · e8 re del nero · f8 alfiere del nero · g8 cavallo del nero · h8 torre del nero · a7 pedone del nero · b7 pedone del nero · d7 pedone del nero · f7 pedone del nero · g7 pedone del nero · h7 pedone del nero · d6 pedone del bianco · g6 cavallo del nero · f4 pedone del bianco · c3 cavallo del bianco · a2 pedone del bianco · b2 pedone del bianco · c2 pedone del bianco · g2 pedone del bianco · h2 pedone del bianco · a1 torre del bianco · c1 alfiere del bianco · d1 donna del bianco · e1 re del bianco · f1 alfiere del bianco · h1 torre del bianco | a8 torre del nero · c8 alfiere del nero · d8 donna del nero · e8 re del nero · f8 alfiere del nero · g8 cavallo del nero · h8 torre del nero · a7 pedone del nero · b7 pedone del nero · d7 pedone del nero · f7 pedone del nero · g7 pedone del nero · h7 pedone del nero · d6 pedone del bianco · g6 cavallo del nero · f4 pedone del bianco · c3 cavallo del bianco · a2 pedone del bianco · b2 pedone del bianco · c2 pedone del bianco · g2 pedone del bianco · h2 pedone del bianco · a1 torre del bianco · c1 alfiere del bianco · d1 donna del bianco · e1 re del bianco · f1 alfiere del bianco · h1 torre del bianco | a8 torre del nero · c8 alfiere del nero · d8 donna del nero · e8 re del nero · f8 alfiere del nero · g8 cavallo del nero · h8 torre del nero · a7 pedone del nero · b7 pedone del nero · d7 pedone del nero · f7 pedone del nero · g7 pedone del nero · h7 pedone del nero · d6 pedone del bianco · g6 cavallo del nero · f4 pedone del bianco · c3 cavallo del bianco · a2 pedone del bianco · b2 pedone del bianco · c2 pedone del bianco · g2 pedone del bianco · h2 pedone del bianco · a1 torre del bianco · c1 alfiere del bianco · d1 donna del bianco · e1 re del bianco · f1 alfiere del bianco · h1 torre del bianco | a8 torre del nero · c8 alfiere del nero · d8 donna del nero · e8 re del nero · f8 alfiere del nero · g8 cavallo del nero · h8 torre del nero · a7 pedone del nero · b7 pedone del nero · d7 pedone del nero · f7 pedone del nero · g7 pedone del nero · h7 pedone del nero · d6 pedone del bianco · g6 cavallo del nero · f4 pedone del bianco · c3 cavallo del bianco · a2 pedone del bianco · b2 pedone del bianco · c2 pedone del bianco · g2 pedone del bianco · h2 pedone del bianco · a1 torre del bianco · c1 alfiere del bianco · d1 donna del bianco · e1 re del bianco · f1 alfiere del bianco · h1 torre del bianco | 8 |
| 7 | a8 torre del nero · c8 alfiere del nero · d8 donna del nero · e8 re del nero · f8 alfiere del nero · g8 cavallo del nero · h8 torre del nero · a7 pedone del nero · b7 pedone del nero · d7 pedone del nero · f7 pedone del nero · g7 pedone del nero · h7 pedone del nero · d6 pedone del bianco · g6 cavallo del nero · f4 pedone del bianco · c3 cavallo del bianco · a2 pedone del bianco · b2 pedone del bianco · c2 pedone del bianco · g2 pedone del bianco · h2 pedone del bianco · a1 torre del bianco · c1 alfiere del bianco · d1 donna del bianco · e1 re del bianco · f1 alfiere del bianco · h1 torre del bianco | a8 torre del nero · c8 alfiere del nero · d8 donna del nero · e8 re del nero · f8 alfiere del nero · g8 cavallo del nero · h8 torre del nero · a7 pedone del nero · b7 pedone del nero · d7 pedone del nero · f7 pedone del nero · g7 pedone del nero · h7 pedone del nero · d6 pedone del bianco · g6 cavallo del nero · f4 pedone del bianco · c3 cavallo del bianco · a2 pedone del bianco · b2 pedone del bianco · c2 pedone del bianco · g2 pedone del bianco · h2 pedone del bianco · a1 torre del bianco · c1 alfiere del bianco · d1 donna del bianco · e1 re del bianco · f1 alfiere del bianco · h1 torre del bianco | a8 torre del nero · c8 alfiere del nero · d8 donna del nero · e8 re del nero · f8 alfiere del nero · g8 cavallo del nero · h8 torre del nero · a7 pedone del nero · b7 pedone del nero · d7 pedone del nero · f7 pedone del nero · g7 pedone del nero · h7 pedone del nero · d6 pedone del bianco · g6 cavallo del nero · f4 pedone del bianco · c3 cavallo del bianco · a2 pedone del bianco · b2 pedone del bianco · c2 pedone del bianco · g2 pedone del bianco · h2 pedone del bianco · a1 torre del bianco · c1 alfiere del bianco · d1 donna del bianco · e1 re del bianco · f1 alfiere del bianco · h1 torre del bianco | a8 torre del nero · c8 alfiere del nero · d8 donna del nero · e8 re del nero · f8 alfiere del nero · g8 cavallo del nero · h8 torre del nero · a7 pedone del nero · b7 pedone del nero · d7 pedone del nero · f7 pedone del nero · g7 pedone del nero · h7 pedone del nero · d6 pedone del bianco · g6 cavallo del nero · f4 pedone del bianco · c3 cavallo del bianco · a2 pedone del bianco · b2 pedone del bianco · c2 pedone del bianco · g2 pedone del bianco · h2 pedone del bianco · a1 torre del bianco · c1 alfiere del bianco · d1 donna del bianco · e1 re del bianco · f1 alfiere del bianco · h1 torre del bianco | a8 torre del nero · c8 alfiere del nero · d8 donna del nero · e8 re del nero · f8 alfiere del nero · g8 cavallo del nero · h8 torre del nero · a7 pedone del nero · b7 pedone del nero · d7 pedone del nero · f7 pedone del nero · g7 pedone del nero · h7 pedone del nero · d6 pedone del bianco · g6 cavallo del nero · f4 pedone del bianco · c3 cavallo del bianco · a2 pedone del bianco · b2 pedone del bianco · c2 pedone del bianco · g2 pedone del bianco · h2 pedone del bianco · a1 torre del bianco · c1 alfiere del bianco · d1 donna del bianco · e1 re del bianco · f1 alfiere del bianco · h1 torre del bianco | a8 torre del nero · c8 alfiere del nero · d8 donna del nero · e8 re del nero · f8 alfiere del nero · g8 cavallo del nero · h8 torre del nero · a7 pedone del nero · b7 pedone del nero · d7 pedone del nero · f7 pedone del nero · g7 pedone del nero · h7 pedone del nero · d6 pedone del bianco · g6 cavallo del nero · f4 pedone del bianco · c3 cavallo del bianco · a2 pedone del bianco · b2 pedone del bianco · c2 pedone del bianco · g2 pedone del bianco · h2 pedone del bianco · a1 torre del bianco · c1 alfiere del bianco · d1 donna del bianco · e1 re del bianco · f1 alfiere del bianco · h1 torre del bianco | a8 torre del nero · c8 alfiere del nero · d8 donna del nero · e8 re del nero · f8 alfiere del nero · g8 cavallo del nero · h8 torre del nero · a7 pedone del nero · b7 pedone del nero · d7 pedone del nero · f7 pedone del nero · g7 pedone del nero · h7 pedone del nero · d6 pedone del bianco · g6 cavallo del nero · f4 pedone del bianco · c3 cavallo del bianco · a2 pedone del bianco · b2 pedone del bianco · c2 pedone del bianco · g2 pedone del bianco · h2 pedone del bianco · a1 torre del bianco · c1 alfiere del bianco · d1 donna del bianco · e1 re del bianco · f1 alfiere del bianco · h1 torre del bianco | a8 torre del nero · c8 alfiere del nero · d8 donna del nero · e8 re del nero · f8 alfiere del nero · g8 cavallo del nero · h8 torre del nero · a7 pedone del nero · b7 pedone del nero · d7 pedone del nero · f7 pedone del nero · g7 pedone del nero · h7 pedone del nero · d6 pedone del bianco · g6 cavallo del nero · f4 pedone del bianco · c3 cavallo del bianco · a2 pedone del bianco · b2 pedone del bianco · c2 pedone del bianco · g2 pedone del bianco · h2 pedone del bianco · a1 torre del bianco · c1 alfiere del bianco · d1 donna del bianco · e1 re del bianco · f1 alfiere del bianco · h1 torre del bianco | 7 |
| 6 | a8 torre del nero · c8 alfiere del nero · d8 donna del nero · e8 re del nero · f8 alfiere del nero · g8 cavallo del nero · h8 torre del nero · a7 pedone del nero · b7 pedone del nero · d7 pedone del nero · f7 pedone del nero · g7 pedone del nero · h7 pedone del nero · d6 pedone del bianco · g6 cavallo del nero · f4 pedone del bianco · c3 cavallo del bianco · a2 pedone del bianco · b2 pedone del bianco · c2 pedone del bianco · g2 pedone del bianco · h2 pedone del bianco · a1 torre del bianco · c1 alfiere del bianco · d1 donna del bianco · e1 re del bianco · f1 alfiere del bianco · h1 torre del bianco | a8 torre del nero · c8 alfiere del nero · d8 donna del nero · e8 re del nero · f8 alfiere del nero · g8 cavallo del nero · h8 torre del nero · a7 pedone del nero · b7 pedone del nero · d7 pedone del nero · f7 pedone del nero · g7 pedone del nero · h7 pedone del nero · d6 pedone del bianco · g6 cavallo del nero · f4 pedone del bianco · c3 cavallo del bianco · a2 pedone del bianco · b2 pedone del bianco · c2 pedone del bianco · g2 pedone del bianco · h2 pedone del bianco · a1 torre del bianco · c1 alfiere del bianco · d1 donna del bianco · e1 re del bianco · f1 alfiere del bianco · h1 torre del bianco | a8 torre del nero · c8 alfiere del nero · d8 donna del nero · e8 re del nero · f8 alfiere del nero · g8 cavallo del nero · h8 torre del nero · a7 pedone del nero · b7 pedone del nero · d7 pedone del nero · f7 pedone del nero · g7 pedone del nero · h7 pedone del nero · d6 pedone del bianco · g6 cavallo del nero · f4 pedone del bianco · c3 cavallo del bianco · a2 pedone del bianco · b2 pedone del bianco · c2 pedone del bianco · g2 pedone del bianco · h2 pedone del bianco · a1 torre del bianco · c1 alfiere del bianco · d1 donna del bianco · e1 re del bianco · f1 alfiere del bianco · h1 torre del bianco | a8 torre del nero · c8 alfiere del nero · d8 donna del nero · e8 re del nero · f8 alfiere del nero · g8 cavallo del nero · h8 torre del nero · a7 pedone del nero · b7 pedone del nero · d7 pedone del nero · f7 pedone del nero · g7 pedone del nero · h7 pedone del nero · d6 pedone del bianco · g6 cavallo del nero · f4 pedone del bianco · c3 cavallo del bianco · a2 pedone del bianco · b2 pedone del bianco · c2 pedone del bianco · g2 pedone del bianco · h2 pedone del bianco · a1 torre del bianco · c1 alfiere del bianco · d1 donna del bianco · e1 re del bianco · f1 alfiere del bianco · h1 torre del bianco | a8 torre del nero · c8 alfiere del nero · d8 donna del nero · e8 re del nero · f8 alfiere del nero · g8 cavallo del nero · h8 torre del nero · a7 pedone del nero · b7 pedone del nero · d7 pedone del nero · f7 pedone del nero · g7 pedone del nero · h7 pedone del nero · d6 pedone del bianco · g6 cavallo del nero · f4 pedone del bianco · c3 cavallo del bianco · a2 pedone del bianco · b2 pedone del bianco · c2 pedone del bianco · g2 pedone del bianco · h2 pedone del bianco · a1 torre del bianco · c1 alfiere del bianco · d1 donna del bianco · e1 re del bianco · f1 alfiere del bianco · h1 torre del bianco | a8 torre del nero · c8 alfiere del nero · d8 donna del nero · e8 re del nero · f8 alfiere del nero · g8 cavallo del nero · h8 torre del nero · a7 pedone del nero · b7 pedone del nero · d7 pedone del nero · f7 pedone del nero · g7 pedone del nero · h7 pedone del nero · d6 pedone del bianco · g6 cavallo del nero · f4 pedone del bianco · c3 cavallo del bianco · a2 pedone del bianco · b2 pedone del bianco · c2 pedone del bianco · g2 pedone del bianco · h2 pedone del bianco · a1 torre del bianco · c1 alfiere del bianco · d1 donna del bianco · e1 re del bianco · f1 alfiere del bianco · h1 torre del bianco | a8 torre del nero · c8 alfiere del nero · d8 donna del nero · e8 re del nero · f8 alfiere del nero · g8 cavallo del nero · h8 torre del nero · a7 pedone del nero · b7 pedone del nero · d7 pedone del nero · f7 pedone del nero · g7 pedone del nero · h7 pedone del nero · d6 pedone del bianco · g6 cavallo del nero · f4 pedone del bianco · c3 cavallo del bianco · a2 pedone del bianco · b2 pedone del bianco · c2 pedone del bianco · g2 pedone del bianco · h2 pedone del bianco · a1 torre del bianco · c1 alfiere del bianco · d1 donna del bianco · e1 re del bianco · f1 alfiere del bianco · h1 torre del bianco | a8 torre del nero · c8 alfiere del nero · d8 donna del nero · e8 re del nero · f8 alfiere del nero · g8 cavallo del nero · h8 torre del nero · a7 pedone del nero · b7 pedone del nero · d7 pedone del nero · f7 pedone del nero · g7 pedone del nero · h7 pedone del nero · d6 pedone del bianco · g6 cavallo del nero · f4 pedone del bianco · c3 cavallo del bianco · a2 pedone del bianco · b2 pedone del bianco · c2 pedone del bianco · g2 pedone del bianco · h2 pedone del bianco · a1 torre del bianco · c1 alfiere del bianco · d1 donna del bianco · e1 re del bianco · f1 alfiere del bianco · h1 torre del bianco | 6 |
| 5 | a8 torre del nero · c8 alfiere del nero · d8 donna del nero · e8 re del nero · f8 alfiere del nero · g8 cavallo del nero · h8 torre del nero · a7 pedone del nero · b7 pedone del nero · d7 pedone del nero · f7 pedone del nero · g7 pedone del nero · h7 pedone del nero · d6 pedone del bianco · g6 cavallo del nero · f4 pedone del bianco · c3 cavallo del bianco · a2 pedone del bianco · b2 pedone del bianco · c2 pedone del bianco · g2 pedone del bianco · h2 pedone del bianco · a1 torre del bianco · c1 alfiere del bianco · d1 donna del bianco · e1 re del bianco · f1 alfiere del bianco · h1 torre del bianco | a8 torre del nero · c8 alfiere del nero · d8 donna del nero · e8 re del nero · f8 alfiere del nero · g8 cavallo del nero · h8 torre del nero · a7 pedone del nero · b7 pedone del nero · d7 pedone del nero · f7 pedone del nero · g7 pedone del nero · h7 pedone del nero · d6 pedone del bianco · g6 cavallo del nero · f4 pedone del bianco · c3 cavallo del bianco · a2 pedone del bianco · b2 pedone del bianco · c2 pedone del bianco · g2 pedone del bianco · h2 pedone del bianco · a1 torre del bianco · c1 alfiere del bianco · d1 donna del bianco · e1 re del bianco · f1 alfiere del bianco · h1 torre del bianco | a8 torre del nero · c8 alfiere del nero · d8 donna del nero · e8 re del nero · f8 alfiere del nero · g8 cavallo del nero · h8 torre del nero · a7 pedone del nero · b7 pedone del nero · d7 pedone del nero · f7 pedone del nero · g7 pedone del nero · h7 pedone del nero · d6 pedone del bianco · g6 cavallo del nero · f4 pedone del bianco · c3 cavallo del bianco · a2 pedone del bianco · b2 pedone del bianco · c2 pedone del bianco · g2 pedone del bianco · h2 pedone del bianco · a1 torre del bianco · c1 alfiere del bianco · d1 donna del bianco · e1 re del bianco · f1 alfiere del bianco · h1 torre del bianco | a8 torre del nero · c8 alfiere del nero · d8 donna del nero · e8 re del nero · f8 alfiere del nero · g8 cavallo del nero · h8 torre del nero · a7 pedone del nero · b7 pedone del nero · d7 pedone del nero · f7 pedone del nero · g7 pedone del nero · h7 pedone del nero · d6 pedone del bianco · g6 cavallo del nero · f4 pedone del bianco · c3 cavallo del bianco · a2 pedone del bianco · b2 pedone del bianco · c2 pedone del bianco · g2 pedone del bianco · h2 pedone del bianco · a1 torre del bianco · c1 alfiere del bianco · d1 donna del bianco · e1 re del bianco · f1 alfiere del bianco · h1 torre del bianco | a8 torre del nero · c8 alfiere del nero · d8 donna del nero · e8 re del nero · f8 alfiere del nero · g8 cavallo del nero · h8 torre del nero · a7 pedone del nero · b7 pedone del nero · d7 pedone del nero · f7 pedone del nero · g7 pedone del nero · h7 pedone del nero · d6 pedone del bianco · g6 cavallo del nero · f4 pedone del bianco · c3 cavallo del bianco · a2 pedone del bianco · b2 pedone del bianco · c2 pedone del bianco · g2 pedone del bianco · h2 pedone del bianco · a1 torre del bianco · c1 alfiere del bianco · d1 donna del bianco · e1 re del bianco · f1 alfiere del bianco · h1 torre del bianco | a8 torre del nero · c8 alfiere del nero · d8 donna del nero · e8 re del nero · f8 alfiere del nero · g8 cavallo del nero · h8 torre del nero · a7 pedone del nero · b7 pedone del nero · d7 pedone del nero · f7 pedone del nero · g7 pedone del nero · h7 pedone del nero · d6 pedone del bianco · g6 cavallo del nero · f4 pedone del bianco · c3 cavallo del bianco · a2 pedone del bianco · b2 pedone del bianco · c2 pedone del bianco · g2 pedone del bianco · h2 pedone del bianco · a1 torre del bianco · c1 alfiere del bianco · d1 donna del bianco · e1 re del bianco · f1 alfiere del bianco · h1 torre del bianco | a8 torre del nero · c8 alfiere del nero · d8 donna del nero · e8 re del nero · f8 alfiere del nero · g8 cavallo del nero · h8 torre del nero · a7 pedone del nero · b7 pedone del nero · d7 pedone del nero · f7 pedone del nero · g7 pedone del nero · h7 pedone del nero · d6 pedone del bianco · g6 cavallo del nero · f4 pedone del bianco · c3 cavallo del bianco · a2 pedone del bianco · b2 pedone del bianco · c2 pedone del bianco · g2 pedone del bianco · h2 pedone del bianco · a1 torre del bianco · c1 alfiere del bianco · d1 donna del bianco · e1 re del bianco · f1 alfiere del bianco · h1 torre del bianco | a8 torre del nero · c8 alfiere del nero · d8 donna del nero · e8 re del nero · f8 alfiere del nero · g8 cavallo del nero · h8 torre del nero · a7 pedone del nero · b7 pedone del nero · d7 pedone del nero · f7 pedone del nero · g7 pedone del nero · h7 pedone del nero · d6 pedone del bianco · g6 cavallo del nero · f4 pedone del bianco · c3 cavallo del bianco · a2 pedone del bianco · b2 pedone del bianco · c2 pedone del bianco · g2 pedone del bianco · h2 pedone del bianco · a1 torre del bianco · c1 alfiere del bianco · d1 donna del bianco · e1 re del bianco · f1 alfiere del bianco · h1 torre del bianco | 5 |
| 4 | a8 torre del nero · c8 alfiere del nero · d8 donna del nero · e8 re del nero · f8 alfiere del nero · g8 cavallo del nero · h8 torre del nero · a7 pedone del nero · b7 pedone del nero · d7 pedone del nero · f7 pedone del nero · g7 pedone del nero · h7 pedone del nero · d6 pedone del bianco · g6 cavallo del nero · f4 pedone del bianco · c3 cavallo del bianco · a2 pedone del bianco · b2 pedone del bianco · c2 pedone del bianco · g2 pedone del bianco · h2 pedone del bianco · a1 torre del bianco · c1 alfiere del bianco · d1 donna del bianco · e1 re del bianco · f1 alfiere del bianco · h1 torre del bianco | a8 torre del nero · c8 alfiere del nero · d8 donna del nero · e8 re del nero · f8 alfiere del nero · g8 cavallo del nero · h8 torre del nero · a7 pedone del nero · b7 pedone del nero · d7 pedone del nero · f7 pedone del nero · g7 pedone del nero · h7 pedone del nero · d6 pedone del bianco · g6 cavallo del nero · f4 pedone del bianco · c3 cavallo del bianco · a2 pedone del bianco · b2 pedone del bianco · c2 pedone del bianco · g2 pedone del bianco · h2 pedone del bianco · a1 torre del bianco · c1 alfiere del bianco · d1 donna del bianco · e1 re del bianco · f1 alfiere del bianco · h1 torre del bianco | a8 torre del nero · c8 alfiere del nero · d8 donna del nero · e8 re del nero · f8 alfiere del nero · g8 cavallo del nero · h8 torre del nero · a7 pedone del nero · b7 pedone del nero · d7 pedone del nero · f7 pedone del nero · g7 pedone del nero · h7 pedone del nero · d6 pedone del bianco · g6 cavallo del nero · f4 pedone del bianco · c3 cavallo del bianco · a2 pedone del bianco · b2 pedone del bianco · c2 pedone del bianco · g2 pedone del bianco · h2 pedone del bianco · a1 torre del bianco · c1 alfiere del bianco · d1 donna del bianco · e1 re del bianco · f1 alfiere del bianco · h1 torre del bianco | a8 torre del nero · c8 alfiere del nero · d8 donna del nero · e8 re del nero · f8 alfiere del nero · g8 cavallo del nero · h8 torre del nero · a7 pedone del nero · b7 pedone del nero · d7 pedone del nero · f7 pedone del nero · g7 pedone del nero · h7 pedone del nero · d6 pedone del bianco · g6 cavallo del nero · f4 pedone del bianco · c3 cavallo del bianco · a2 pedone del bianco · b2 pedone del bianco · c2 pedone del bianco · g2 pedone del bianco · h2 pedone del bianco · a1 torre del bianco · c1 alfiere del bianco · d1 donna del bianco · e1 re del bianco · f1 alfiere del bianco · h1 torre del bianco | a8 torre del nero · c8 alfiere del nero · d8 donna del nero · e8 re del nero · f8 alfiere del nero · g8 cavallo del nero · h8 torre del nero · a7 pedone del nero · b7 pedone del nero · d7 pedone del nero · f7 pedone del nero · g7 pedone del nero · h7 pedone del nero · d6 pedone del bianco · g6 cavallo del nero · f4 pedone del bianco · c3 cavallo del bianco · a2 pedone del bianco · b2 pedone del bianco · c2 pedone del bianco · g2 pedone del bianco · h2 pedone del bianco · a1 torre del bianco · c1 alfiere del bianco · d1 donna del bianco · e1 re del bianco · f1 alfiere del bianco · h1 torre del bianco | a8 torre del nero · c8 alfiere del nero · d8 donna del nero · e8 re del nero · f8 alfiere del nero · g8 cavallo del nero · h8 torre del nero · a7 pedone del nero · b7 pedone del nero · d7 pedone del nero · f7 pedone del nero · g7 pedone del nero · h7 pedone del nero · d6 pedone del bianco · g6 cavallo del nero · f4 pedone del bianco · c3 cavallo del bianco · a2 pedone del bianco · b2 pedone del bianco · c2 pedone del bianco · g2 pedone del bianco · h2 pedone del bianco · a1 torre del bianco · c1 alfiere del bianco · d1 donna del bianco · e1 re del bianco · f1 alfiere del bianco · h1 torre del bianco | a8 torre del nero · c8 alfiere del nero · d8 donna del nero · e8 re del nero · f8 alfiere del nero · g8 cavallo del nero · h8 torre del nero · a7 pedone del nero · b7 pedone del nero · d7 pedone del nero · f7 pedone del nero · g7 pedone del nero · h7 pedone del nero · d6 pedone del bianco · g6 cavallo del nero · f4 pedone del bianco · c3 cavallo del bianco · a2 pedone del bianco · b2 pedone del bianco · c2 pedone del bianco · g2 pedone del bianco · h2 pedone del bianco · a1 torre del bianco · c1 alfiere del bianco · d1 donna del bianco · e1 re del bianco · f1 alfiere del bianco · h1 torre del bianco | a8 torre del nero · c8 alfiere del nero · d8 donna del nero · e8 re del nero · f8 alfiere del nero · g8 cavallo del nero · h8 torre del nero · a7 pedone del nero · b7 pedone del nero · d7 pedone del nero · f7 pedone del nero · g7 pedone del nero · h7 pedone del nero · d6 pedone del bianco · g6 cavallo del nero · f4 pedone del bianco · c3 cavallo del bianco · a2 pedone del bianco · b2 pedone del bianco · c2 pedone del bianco · g2 pedone del bianco · h2 pedone del bianco · a1 torre del bianco · c1 alfiere del bianco · d1 donna del bianco · e1 re del bianco · f1 alfiere del bianco · h1 torre del bianco | 4 |
| 3 | a8 torre del nero · c8 alfiere del nero · d8 donna del nero · e8 re del nero · f8 alfiere del nero · g8 cavallo del nero · h8 torre del nero · a7 pedone del nero · b7 pedone del nero · d7 pedone del nero · f7 pedone del nero · g7 pedone del nero · h7 pedone del nero · d6 pedone del bianco · g6 cavallo del nero · f4 pedone del bianco · c3 cavallo del bianco · a2 pedone del bianco · b2 pedone del bianco · c2 pedone del bianco · g2 pedone del bianco · h2 pedone del bianco · a1 torre del bianco · c1 alfiere del bianco · d1 donna del bianco · e1 re del bianco · f1 alfiere del bianco · h1 torre del bianco | a8 torre del nero · c8 alfiere del nero · d8 donna del nero · e8 re del nero · f8 alfiere del nero · g8 cavallo del nero · h8 torre del nero · a7 pedone del nero · b7 pedone del nero · d7 pedone del nero · f7 pedone del nero · g7 pedone del nero · h7 pedone del nero · d6 pedone del bianco · g6 cavallo del nero · f4 pedone del bianco · c3 cavallo del bianco · a2 pedone del bianco · b2 pedone del bianco · c2 pedone del bianco · g2 pedone del bianco · h2 pedone del bianco · a1 torre del bianco · c1 alfiere del bianco · d1 donna del bianco · e1 re del bianco · f1 alfiere del bianco · h1 torre del bianco | a8 torre del nero · c8 alfiere del nero · d8 donna del nero · e8 re del nero · f8 alfiere del nero · g8 cavallo del nero · h8 torre del nero · a7 pedone del nero · b7 pedone del nero · d7 pedone del nero · f7 pedone del nero · g7 pedone del nero · h7 pedone del nero · d6 pedone del bianco · g6 cavallo del nero · f4 pedone del bianco · c3 cavallo del bianco · a2 pedone del bianco · b2 pedone del bianco · c2 pedone del bianco · g2 pedone del bianco · h2 pedone del bianco · a1 torre del bianco · c1 alfiere del bianco · d1 donna del bianco · e1 re del bianco · f1 alfiere del bianco · h1 torre del bianco | a8 torre del nero · c8 alfiere del nero · d8 donna del nero · e8 re del nero · f8 alfiere del nero · g8 cavallo del nero · h8 torre del nero · a7 pedone del nero · b7 pedone del nero · d7 pedone del nero · f7 pedone del nero · g7 pedone del nero · h7 pedone del nero · d6 pedone del bianco · g6 cavallo del nero · f4 pedone del bianco · c3 cavallo del bianco · a2 pedone del bianco · b2 pedone del bianco · c2 pedone del bianco · g2 pedone del bianco · h2 pedone del bianco · a1 torre del bianco · c1 alfiere del bianco · d1 donna del bianco · e1 re del bianco · f1 alfiere del bianco · h1 torre del bianco | a8 torre del nero · c8 alfiere del nero · d8 donna del nero · e8 re del nero · f8 alfiere del nero · g8 cavallo del nero · h8 torre del nero · a7 pedone del nero · b7 pedone del nero · d7 pedone del nero · f7 pedone del nero · g7 pedone del nero · h7 pedone del nero · d6 pedone del bianco · g6 cavallo del nero · f4 pedone del bianco · c3 cavallo del bianco · a2 pedone del bianco · b2 pedone del bianco · c2 pedone del bianco · g2 pedone del bianco · h2 pedone del bianco · a1 torre del bianco · c1 alfiere del bianco · d1 donna del bianco · e1 re del bianco · f1 alfiere del bianco · h1 torre del bianco | a8 torre del nero · c8 alfiere del nero · d8 donna del nero · e8 re del nero · f8 alfiere del nero · g8 cavallo del nero · h8 torre del nero · a7 pedone del nero · b7 pedone del nero · d7 pedone del nero · f7 pedone del nero · g7 pedone del nero · h7 pedone del nero · d6 pedone del bianco · g6 cavallo del nero · f4 pedone del bianco · c3 cavallo del bianco · a2 pedone del bianco · b2 pedone del bianco · c2 pedone del bianco · g2 pedone del bianco · h2 pedone del bianco · a1 torre del bianco · c1 alfiere del bianco · d1 donna del bianco · e1 re del bianco · f1 alfiere del bianco · h1 torre del bianco | a8 torre del nero · c8 alfiere del nero · d8 donna del nero · e8 re del nero · f8 alfiere del nero · g8 cavallo del nero · h8 torre del nero · a7 pedone del nero · b7 pedone del nero · d7 pedone del nero · f7 pedone del nero · g7 pedone del nero · h7 pedone del nero · d6 pedone del bianco · g6 cavallo del nero · f4 pedone del bianco · c3 cavallo del bianco · a2 pedone del bianco · b2 pedone del bianco · c2 pedone del bianco · g2 pedone del bianco · h2 pedone del bianco · a1 torre del bianco · c1 alfiere del bianco · d1 donna del bianco · e1 re del bianco · f1 alfiere del bianco · h1 torre del bianco | a8 torre del nero · c8 alfiere del nero · d8 donna del nero · e8 re del nero · f8 alfiere del nero · g8 cavallo del nero · h8 torre del nero · a7 pedone del nero · b7 pedone del nero · d7 pedone del nero · f7 pedone del nero · g7 pedone del nero · h7 pedone del nero · d6 pedone del bianco · g6 cavallo del nero · f4 pedone del bianco · c3 cavallo del bianco · a2 pedone del bianco · b2 pedone del bianco · c2 pedone del bianco · g2 pedone del bianco · h2 pedone del bianco · a1 torre del bianco · c1 alfiere del bianco · d1 donna del bianco · e1 re del bianco · f1 alfiere del bianco · h1 torre del bianco | 3 |
| 2 | a8 torre del nero · c8 alfiere del nero · d8 donna del nero · e8 re del nero · f8 alfiere del nero · g8 cavallo del nero · h8 torre del nero · a7 pedone del nero · b7 pedone del nero · d7 pedone del nero · f7 pedone del nero · g7 pedone del nero · h7 pedone del nero · d6 pedone del bianco · g6 cavallo del nero · f4 pedone del bianco · c3 cavallo del bianco · a2 pedone del bianco · b2 pedone del bianco · c2 pedone del bianco · g2 pedone del bianco · h2 pedone del bianco · a1 torre del bianco · c1 alfiere del bianco · d1 donna del bianco · e1 re del bianco · f1 alfiere del bianco · h1 torre del bianco | a8 torre del nero · c8 alfiere del nero · d8 donna del nero · e8 re del nero · f8 alfiere del nero · g8 cavallo del nero · h8 torre del nero · a7 pedone del nero · b7 pedone del nero · d7 pedone del nero · f7 pedone del nero · g7 pedone del nero · h7 pedone del nero · d6 pedone del bianco · g6 cavallo del nero · f4 pedone del bianco · c3 cavallo del bianco · a2 pedone del bianco · b2 pedone del bianco · c2 pedone del bianco · g2 pedone del bianco · h2 pedone del bianco · a1 torre del bianco · c1 alfiere del bianco · d1 donna del bianco · e1 re del bianco · f1 alfiere del bianco · h1 torre del bianco | a8 torre del nero · c8 alfiere del nero · d8 donna del nero · e8 re del nero · f8 alfiere del nero · g8 cavallo del nero · h8 torre del nero · a7 pedone del nero · b7 pedone del nero · d7 pedone del nero · f7 pedone del nero · g7 pedone del nero · h7 pedone del nero · d6 pedone del bianco · g6 cavallo del nero · f4 pedone del bianco · c3 cavallo del bianco · a2 pedone del bianco · b2 pedone del bianco · c2 pedone del bianco · g2 pedone del bianco · h2 pedone del bianco · a1 torre del bianco · c1 alfiere del bianco · d1 donna del bianco · e1 re del bianco · f1 alfiere del bianco · h1 torre del bianco | a8 torre del nero · c8 alfiere del nero · d8 donna del nero · e8 re del nero · f8 alfiere del nero · g8 cavallo del nero · h8 torre del nero · a7 pedone del nero · b7 pedone del nero · d7 pedone del nero · f7 pedone del nero · g7 pedone del nero · h7 pedone del nero · d6 pedone del bianco · g6 cavallo del nero · f4 pedone del bianco · c3 cavallo del bianco · a2 pedone del bianco · b2 pedone del bianco · c2 pedone del bianco · g2 pedone del bianco · h2 pedone del bianco · a1 torre del bianco · c1 alfiere del bianco · d1 donna del bianco · e1 re del bianco · f1 alfiere del bianco · h1 torre del bianco | a8 torre del nero · c8 alfiere del nero · d8 donna del nero · e8 re del nero · f8 alfiere del nero · g8 cavallo del nero · h8 torre del nero · a7 pedone del nero · b7 pedone del nero · d7 pedone del nero · f7 pedone del nero · g7 pedone del nero · h7 pedone del nero · d6 pedone del bianco · g6 cavallo del nero · f4 pedone del bianco · c3 cavallo del bianco · a2 pedone del bianco · b2 pedone del bianco · c2 pedone del bianco · g2 pedone del bianco · h2 pedone del bianco · a1 torre del bianco · c1 alfiere del bianco · d1 donna del bianco · e1 re del bianco · f1 alfiere del bianco · h1 torre del bianco | a8 torre del nero · c8 alfiere del nero · d8 donna del nero · e8 re del nero · f8 alfiere del nero · g8 cavallo del nero · h8 torre del nero · a7 pedone del nero · b7 pedone del nero · d7 pedone del nero · f7 pedone del nero · g7 pedone del nero · h7 pedone del nero · d6 pedone del bianco · g6 cavallo del nero · f4 pedone del bianco · c3 cavallo del bianco · a2 pedone del bianco · b2 pedone del bianco · c2 pedone del bianco · g2 pedone del bianco · h2 pedone del bianco · a1 torre del bianco · c1 alfiere del bianco · d1 donna del bianco · e1 re del bianco · f1 alfiere del bianco · h1 torre del bianco | a8 torre del nero · c8 alfiere del nero · d8 donna del nero · e8 re del nero · f8 alfiere del nero · g8 cavallo del nero · h8 torre del nero · a7 pedone del nero · b7 pedone del nero · d7 pedone del nero · f7 pedone del nero · g7 pedone del nero · h7 pedone del nero · d6 pedone del bianco · g6 cavallo del nero · f4 pedone del bianco · c3 cavallo del bianco · a2 pedone del bianco · b2 pedone del bianco · c2 pedone del bianco · g2 pedone del bianco · h2 pedone del bianco · a1 torre del bianco · c1 alfiere del bianco · d1 donna del bianco · e1 re del bianco · f1 alfiere del bianco · h1 torre del bianco | a8 torre del nero · c8 alfiere del nero · d8 donna del nero · e8 re del nero · f8 alfiere del nero · g8 cavallo del nero · h8 torre del nero · a7 pedone del nero · b7 pedone del nero · d7 pedone del nero · f7 pedone del nero · g7 pedone del nero · h7 pedone del nero · d6 pedone del bianco · g6 cavallo del nero · f4 pedone del bianco · c3 cavallo del bianco · a2 pedone del bianco · b2 pedone del bianco · c2 pedone del bianco · g2 pedone del bianco · h2 pedone del bianco · a1 torre del bianco · c1 alfiere del bianco · d1 donna del bianco · e1 re del bianco · f1 alfiere del bianco · h1 torre del bianco | 2 |
| 1 | a8 torre del nero · c8 alfiere del nero · d8 donna del nero · e8 re del nero · f8 alfiere del nero · g8 cavallo del nero · h8 torre del nero · a7 pedone del nero · b7 pedone del nero · d7 pedone del nero · f7 pedone del nero · g7 pedone del nero · h7 pedone del nero · d6 pedone del bianco · g6 cavallo del nero · f4 pedone del bianco · c3 cavallo del bianco · a2 pedone del bianco · b2 pedone del bianco · c2 pedone del bianco · g2 pedone del bianco · h2 pedone del bianco · a1 torre del bianco · c1 alfiere del bianco · d1 donna del bianco · e1 re del bianco · f1 alfiere del bianco · h1 torre del bianco | a8 torre del nero · c8 alfiere del nero · d8 donna del nero · e8 re del nero · f8 alfiere del nero · g8 cavallo del nero · h8 torre del nero · a7 pedone del nero · b7 pedone del nero · d7 pedone del nero · f7 pedone del nero · g7 pedone del nero · h7 pedone del nero · d6 pedone del bianco · g6 cavallo del nero · f4 pedone del bianco · c3 cavallo del bianco · a2 pedone del bianco · b2 pedone del bianco · c2 pedone del bianco · g2 pedone del bianco · h2 pedone del bianco · a1 torre del bianco · c1 alfiere del bianco · d1 donna del bianco · e1 re del bianco · f1 alfiere del bianco · h1 torre del bianco | a8 torre del nero · c8 alfiere del nero · d8 donna del nero · e8 re del nero · f8 alfiere del nero · g8 cavallo del nero · h8 torre del nero · a7 pedone del nero · b7 pedone del nero · d7 pedone del nero · f7 pedone del nero · g7 pedone del nero · h7 pedone del nero · d6 pedone del bianco · g6 cavallo del nero · f4 pedone del bianco · c3 cavallo del bianco · a2 pedone del bianco · b2 pedone del bianco · c2 pedone del bianco · g2 pedone del bianco · h2 pedone del bianco · a1 torre del bianco · c1 alfiere del bianco · d1 donna del bianco · e1 re del bianco · f1 alfiere del bianco · h1 torre del bianco | a8 torre del nero · c8 alfiere del nero · d8 donna del nero · e8 re del nero · f8 alfiere del nero · g8 cavallo del nero · h8 torre del nero · a7 pedone del nero · b7 pedone del nero · d7 pedone del nero · f7 pedone del nero · g7 pedone del nero · h7 pedone del nero · d6 pedone del bianco · g6 cavallo del nero · f4 pedone del bianco · c3 cavallo del bianco · a2 pedone del bianco · b2 pedone del bianco · c2 pedone del bianco · g2 pedone del bianco · h2 pedone del bianco · a1 torre del bianco · c1 alfiere del bianco · d1 donna del bianco · e1 re del bianco · f1 alfiere del bianco · h1 torre del bianco | a8 torre del nero · c8 alfiere del nero · d8 donna del nero · e8 re del nero · f8 alfiere del nero · g8 cavallo del nero · h8 torre del nero · a7 pedone del nero · b7 pedone del nero · d7 pedone del nero · f7 pedone del nero · g7 pedone del nero · h7 pedone del nero · d6 pedone del bianco · g6 cavallo del nero · f4 pedone del bianco · c3 cavallo del bianco · a2 pedone del bianco · b2 pedone del bianco · c2 pedone del bianco · g2 pedone del bianco · h2 pedone del bianco · a1 torre del bianco · c1 alfiere del bianco · d1 donna del bianco · e1 re del bianco · f1 alfiere del bianco · h1 torre del bianco | a8 torre del nero · c8 alfiere del nero · d8 donna del nero · e8 re del nero · f8 alfiere del nero · g8 cavallo del nero · h8 torre del nero · a7 pedone del nero · b7 pedone del nero · d7 pedone del nero · f7 pedone del nero · g7 pedone del nero · h7 pedone del nero · d6 pedone del bianco · g6 cavallo del nero · f4 pedone del bianco · c3 cavallo del bianco · a2 pedone del bianco · b2 pedone del bianco · c2 pedone del bianco · g2 pedone del bianco · h2 pedone del bianco · a1 torre del bianco · c1 alfiere del bianco · d1 donna del bianco · e1 re del bianco · f1 alfiere del bianco · h1 torre del bianco | a8 torre del nero · c8 alfiere del nero · d8 donna del nero · e8 re del nero · f8 alfiere del nero · g8 cavallo del nero · h8 torre del nero · a7 pedone del nero · b7 pedone del nero · d7 pedone del nero · f7 pedone del nero · g7 pedone del nero · h7 pedone del nero · d6 pedone del bianco · g6 cavallo del nero · f4 pedone del bianco · c3 cavallo del bianco · a2 pedone del bianco · b2 pedone del bianco · c2 pedone del bianco · g2 pedone del bianco · h2 pedone del bianco · a1 torre del bianco · c1 alfiere del bianco · d1 donna del bianco · e1 re del bianco · f1 alfiere del bianco · h1 torre del bianco | a8 torre del nero · c8 alfiere del nero · d8 donna del nero · e8 re del nero · f8 alfiere del nero · g8 cavallo del nero · h8 torre del nero · a7 pedone del nero · b7 pedone del nero · d7 pedone del nero · f7 pedone del nero · g7 pedone del nero · h7 pedone del nero · d6 pedone del bianco · g6 cavallo del nero · f4 pedone del bianco · c3 cavallo del bianco · a2 pedone del bianco · b2 pedone del bianco · c2 pedone del bianco · g2 pedone del bianco · h2 pedone del bianco · a1 torre del bianco · c1 alfiere del bianco · d1 donna del bianco · e1 re del bianco · f1 alfiere del bianco · h1 torre del bianco | 1 |
|   | a | b | c | d | e | f | g | h |   |

Dopo 6...Ce5 il Bianco attacca nuovamente il cavallo con 7. f4. Dopo 7...Cg6 la partita prosegue normalmente con 8. e5 Cg8 9. d6 cxd6 10. exd6. In questa posizione l'attacco del Bianco è molto pericoloso e ha buone possibilità di successo grazie alla minaccia del Cavallo in c3 di portarsi in c7 che è difficile da affrontare in maniera soddisfacente. Una difesa precisa può in linea teorica mantenere il vantaggio materiale del Nero, con il Bianco che è riuscito comunque a ottenere i suoi obiettivi dall'apertura.

### Variante Pinski con 6...Ab4
|   | a | b | c | d | e | f | g | h |   |
| 8 | a8 torre del nero · c8 alfiere del nero · d8 donna del nero · e8 re del nero · h8 torre del nero · a7 pedone del nero · b7 pedone del nero · c7 pedone del nero · d7 pedone del nero · f7 pedone del nero · g7 pedone del nero · h7 pedone del nero · c6 cavallo del nero · f6 cavallo del nero · d5 pedone del bianco · b4 alfiere del nero · e4 pedone del bianco · c3 cavallo del bianco · a2 pedone del bianco · b2 pedone del bianco · c2 pedone del bianco · f2 pedone del bianco · g2 pedone del bianco · h2 pedone del bianco · a1 torre del bianco · c1 alfiere del bianco · d1 donna del bianco · e1 re del bianco · f1 alfiere del bianco · h1 torre del bianco | a8 torre del nero · c8 alfiere del nero · d8 donna del nero · e8 re del nero · h8 torre del nero · a7 pedone del nero · b7 pedone del nero · c7 pedone del nero · d7 pedone del nero · f7 pedone del nero · g7 pedone del nero · h7 pedone del nero · c6 cavallo del nero · f6 cavallo del nero · d5 pedone del bianco · b4 alfiere del nero · e4 pedone del bianco · c3 cavallo del bianco · a2 pedone del bianco · b2 pedone del bianco · c2 pedone del bianco · f2 pedone del bianco · g2 pedone del bianco · h2 pedone del bianco · a1 torre del bianco · c1 alfiere del bianco · d1 donna del bianco · e1 re del bianco · f1 alfiere del bianco · h1 torre del bianco | a8 torre del nero · c8 alfiere del nero · d8 donna del nero · e8 re del nero · h8 torre del nero · a7 pedone del nero · b7 pedone del nero · c7 pedone del nero · d7 pedone del nero · f7 pedone del nero · g7 pedone del nero · h7 pedone del nero · c6 cavallo del nero · f6 cavallo del nero · d5 pedone del bianco · b4 alfiere del nero · e4 pedone del bianco · c3 cavallo del bianco · a2 pedone del bianco · b2 pedone del bianco · c2 pedone del bianco · f2 pedone del bianco · g2 pedone del bianco · h2 pedone del bianco · a1 torre del bianco · c1 alfiere del bianco · d1 donna del bianco · e1 re del bianco · f1 alfiere del bianco · h1 torre del bianco | a8 torre del nero · c8 alfiere del nero · d8 donna del nero · e8 re del nero · h8 torre del nero · a7 pedone del nero · b7 pedone del nero · c7 pedone del nero · d7 pedone del nero · f7 pedone del nero · g7 pedone del nero · h7 pedone del nero · c6 cavallo del nero · f6 cavallo del nero · d5 pedone del bianco · b4 alfiere del nero · e4 pedone del bianco · c3 cavallo del bianco · a2 pedone del bianco · b2 pedone del bianco · c2 pedone del bianco · f2 pedone del bianco · g2 pedone del bianco · h2 pedone del bianco · a1 torre del bianco · c1 alfiere del bianco · d1 donna del bianco · e1 re del bianco · f1 alfiere del bianco · h1 torre del bianco | a8 torre del nero · c8 alfiere del nero · d8 donna del nero · e8 re del nero · h8 torre del nero · a7 pedone del nero · b7 pedone del nero · c7 pedone del nero · d7 pedone del nero · f7 pedone del nero · g7 pedone del nero · h7 pedone del nero · c6 cavallo del nero · f6 cavallo del nero · d5 pedone del bianco · b4 alfiere del nero · e4 pedone del bianco · c3 cavallo del bianco · a2 pedone del bianco · b2 pedone del bianco · c2 pedone del bianco · f2 pedone del bianco · g2 pedone del bianco · h2 pedone del bianco · a1 torre del bianco · c1 alfiere del bianco · d1 donna del bianco · e1 re del bianco · f1 alfiere del bianco · h1 torre del bianco | a8 torre del nero · c8 alfiere del nero · d8 donna del nero · e8 re del nero · h8 torre del nero · a7 pedone del nero · b7 pedone del nero · c7 pedone del nero · d7 pedone del nero · f7 pedone del nero · g7 pedone del nero · h7 pedone del nero · c6 cavallo del nero · f6 cavallo del nero · d5 pedone del bianco · b4 alfiere del nero · e4 pedone del bianco · c3 cavallo del bianco · a2 pedone del bianco · b2 pedone del bianco · c2 pedone del bianco · f2 pedone del bianco · g2 pedone del bianco · h2 pedone del bianco · a1 torre del bianco · c1 alfiere del bianco · d1 donna del bianco · e1 re del bianco · f1 alfiere del bianco · h1 torre del bianco | a8 torre del nero · c8 alfiere del nero · d8 donna del nero · e8 re del nero · h8 torre del nero · a7 pedone del nero · b7 pedone del nero · c7 pedone del nero · d7 pedone del nero · f7 pedone del nero · g7 pedone del nero · h7 pedone del nero · c6 cavallo del nero · f6 cavallo del nero · d5 pedone del bianco · b4 alfiere del nero · e4 pedone del bianco · c3 cavallo del bianco · a2 pedone del bianco · b2 pedone del bianco · c2 pedone del bianco · f2 pedone del bianco · g2 pedone del bianco · h2 pedone del bianco · a1 torre del bianco · c1 alfiere del bianco · d1 donna del bianco · e1 re del bianco · f1 alfiere del bianco · h1 torre del bianco | a8 torre del nero · c8 alfiere del nero · d8 donna del nero · e8 re del nero · h8 torre del nero · a7 pedone del nero · b7 pedone del nero · c7 pedone del nero · d7 pedone del nero · f7 pedone del nero · g7 pedone del nero · h7 pedone del nero · c6 cavallo del nero · f6 cavallo del nero · d5 pedone del bianco · b4 alfiere del nero · e4 pedone del bianco · c3 cavallo del bianco · a2 pedone del bianco · b2 pedone del bianco · c2 pedone del bianco · f2 pedone del bianco · g2 pedone del bianco · h2 pedone del bianco · a1 torre del bianco · c1 alfiere del bianco · d1 donna del bianco · e1 re del bianco · f1 alfiere del bianco · h1 torre del bianco | 8 |
| 7 | a8 torre del nero · c8 alfiere del nero · d8 donna del nero · e8 re del nero · h8 torre del nero · a7 pedone del nero · b7 pedone del nero · c7 pedone del nero · d7 pedone del nero · f7 pedone del nero · g7 pedone del nero · h7 pedone del nero · c6 cavallo del nero · f6 cavallo del nero · d5 pedone del bianco · b4 alfiere del nero · e4 pedone del bianco · c3 cavallo del bianco · a2 pedone del bianco · b2 pedone del bianco · c2 pedone del bianco · f2 pedone del bianco · g2 pedone del bianco · h2 pedone del bianco · a1 torre del bianco · c1 alfiere del bianco · d1 donna del bianco · e1 re del bianco · f1 alfiere del bianco · h1 torre del bianco | a8 torre del nero · c8 alfiere del nero · d8 donna del nero · e8 re del nero · h8 torre del nero · a7 pedone del nero · b7 pedone del nero · c7 pedone del nero · d7 pedone del nero · f7 pedone del nero · g7 pedone del nero · h7 pedone del nero · c6 cavallo del nero · f6 cavallo del nero · d5 pedone del bianco · b4 alfiere del nero · e4 pedone del bianco · c3 cavallo del bianco · a2 pedone del bianco · b2 pedone del bianco · c2 pedone del bianco · f2 pedone del bianco · g2 pedone del bianco · h2 pedone del bianco · a1 torre del bianco · c1 alfiere del bianco · d1 donna del bianco · e1 re del bianco · f1 alfiere del bianco · h1 torre del bianco | a8 torre del nero · c8 alfiere del nero · d8 donna del nero · e8 re del nero · h8 torre del nero · a7 pedone del nero · b7 pedone del nero · c7 pedone del nero · d7 pedone del nero · f7 pedone del nero · g7 pedone del nero · h7 pedone del nero · c6 cavallo del nero · f6 cavallo del nero · d5 pedone del bianco · b4 alfiere del nero · e4 pedone del bianco · c3 cavallo del bianco · a2 pedone del bianco · b2 pedone del bianco · c2 pedone del bianco · f2 pedone del bianco · g2 pedone del bianco · h2 pedone del bianco · a1 torre del bianco · c1 alfiere del bianco · d1 donna del bianco · e1 re del bianco · f1 alfiere del bianco · h1 torre del bianco | a8 torre del nero · c8 alfiere del nero · d8 donna del nero · e8 re del nero · h8 torre del nero · a7 pedone del nero · b7 pedone del nero · c7 pedone del nero · d7 pedone del nero · f7 pedone del nero · g7 pedone del nero · h7 pedone del nero · c6 cavallo del nero · f6 cavallo del nero · d5 pedone del bianco · b4 alfiere del nero · e4 pedone del bianco · c3 cavallo del bianco · a2 pedone del bianco · b2 pedone del bianco · c2 pedone del bianco · f2 pedone del bianco · g2 pedone del bianco · h2 pedone del bianco · a1 torre del bianco · c1 alfiere del bianco · d1 donna del bianco · e1 re del bianco · f1 alfiere del bianco · h1 torre del bianco | a8 torre del nero · c8 alfiere del nero · d8 donna del nero · e8 re del nero · h8 torre del nero · a7 pedone del nero · b7 pedone del nero · c7 pedone del nero · d7 pedone del nero · f7 pedone del nero · g7 pedone del nero · h7 pedone del nero · c6 cavallo del nero · f6 cavallo del nero · d5 pedone del bianco · b4 alfiere del nero · e4 pedone del bianco · c3 cavallo del bianco · a2 pedone del bianco · b2 pedone del bianco · c2 pedone del bianco · f2 pedone del bianco · g2 pedone del bianco · h2 pedone del bianco · a1 torre del bianco · c1 alfiere del bianco · d1 donna del bianco · e1 re del bianco · f1 alfiere del bianco · h1 torre del bianco | a8 torre del nero · c8 alfiere del nero · d8 donna del nero · e8 re del nero · h8 torre del nero · a7 pedone del nero · b7 pedone del nero · c7 pedone del nero · d7 pedone del nero · f7 pedone del nero · g7 pedone del nero · h7 pedone del nero · c6 cavallo del nero · f6 cavallo del nero · d5 pedone del bianco · b4 alfiere del nero · e4 pedone del bianco · c3 cavallo del bianco · a2 pedone del bianco · b2 pedone del bianco · c2 pedone del bianco · f2 pedone del bianco · g2 pedone del bianco · h2 pedone del bianco · a1 torre del bianco · c1 alfiere del bianco · d1 donna del bianco · e1 re del bianco · f1 alfiere del bianco · h1 torre del bianco | a8 torre del nero · c8 alfiere del nero · d8 donna del nero · e8 re del nero · h8 torre del nero · a7 pedone del nero · b7 pedone del nero · c7 pedone del nero · d7 pedone del nero · f7 pedone del nero · g7 pedone del nero · h7 pedone del nero · c6 cavallo del nero · f6 cavallo del nero · d5 pedone del bianco · b4 alfiere del nero · e4 pedone del bianco · c3 cavallo del bianco · a2 pedone del bianco · b2 pedone del bianco · c2 pedone del bianco · f2 pedone del bianco · g2 pedone del bianco · h2 pedone del bianco · a1 torre del bianco · c1 alfiere del bianco · d1 donna del bianco · e1 re del bianco · f1 alfiere del bianco · h1 torre del bianco | a8 torre del nero · c8 alfiere del nero · d8 donna del nero · e8 re del nero · h8 torre del nero · a7 pedone del nero · b7 pedone del nero · c7 pedone del nero · d7 pedone del nero · f7 pedone del nero · g7 pedone del nero · h7 pedone del nero · c6 cavallo del nero · f6 cavallo del nero · d5 pedone del bianco · b4 alfiere del nero · e4 pedone del bianco · c3 cavallo del bianco · a2 pedone del bianco · b2 pedone del bianco · c2 pedone del bianco · f2 pedone del bianco · g2 pedone del bianco · h2 pedone del bianco · a1 torre del bianco · c1 alfiere del bianco · d1 donna del bianco · e1 re del bianco · f1 alfiere del bianco · h1 torre del bianco | 7 |
| 6 | a8 torre del nero · c8 alfiere del nero · d8 donna del nero · e8 re del nero · h8 torre del nero · a7 pedone del nero · b7 pedone del nero · c7 pedone del nero · d7 pedone del nero · f7 pedone del nero · g7 pedone del nero · h7 pedone del nero · c6 cavallo del nero · f6 cavallo del nero · d5 pedone del bianco · b4 alfiere del nero · e4 pedone del bianco · c3 cavallo del bianco · a2 pedone del bianco · b2 pedone del bianco · c2 pedone del bianco · f2 pedone del bianco · g2 pedone del bianco · h2 pedone del bianco · a1 torre del bianco · c1 alfiere del bianco · d1 donna del bianco · e1 re del bianco · f1 alfiere del bianco · h1 torre del bianco | a8 torre del nero · c8 alfiere del nero · d8 donna del nero · e8 re del nero · h8 torre del nero · a7 pedone del nero · b7 pedone del nero · c7 pedone del nero · d7 pedone del nero · f7 pedone del nero · g7 pedone del nero · h7 pedone del nero · c6 cavallo del nero · f6 cavallo del nero · d5 pedone del bianco · b4 alfiere del nero · e4 pedone del bianco · c3 cavallo del bianco · a2 pedone del bianco · b2 pedone del bianco · c2 pedone del bianco · f2 pedone del bianco · g2 pedone del bianco · h2 pedone del bianco · a1 torre del bianco · c1 alfiere del bianco · d1 donna del bianco · e1 re del bianco · f1 alfiere del bianco · h1 torre del bianco | a8 torre del nero · c8 alfiere del nero · d8 donna del nero · e8 re del nero · h8 torre del nero · a7 pedone del nero · b7 pedone del nero · c7 pedone del nero · d7 pedone del nero · f7 pedone del nero · g7 pedone del nero · h7 pedone del nero · c6 cavallo del nero · f6 cavallo del nero · d5 pedone del bianco · b4 alfiere del nero · e4 pedone del bianco · c3 cavallo del bianco · a2 pedone del bianco · b2 pedone del bianco · c2 pedone del bianco · f2 pedone del bianco · g2 pedone del bianco · h2 pedone del bianco · a1 torre del bianco · c1 alfiere del bianco · d1 donna del bianco · e1 re del bianco · f1 alfiere del bianco · h1 torre del bianco | a8 torre del nero · c8 alfiere del nero · d8 donna del nero · e8 re del nero · h8 torre del nero · a7 pedone del nero · b7 pedone del nero · c7 pedone del nero · d7 pedone del nero · f7 pedone del nero · g7 pedone del nero · h7 pedone del nero · c6 cavallo del nero · f6 cavallo del nero · d5 pedone del bianco · b4 alfiere del nero · e4 pedone del bianco · c3 cavallo del bianco · a2 pedone del bianco · b2 pedone del bianco · c2 pedone del bianco · f2 pedone del bianco · g2 pedone del bianco · h2 pedone del bianco · a1 torre del bianco · c1 alfiere del bianco · d1 donna del bianco · e1 re del bianco · f1 alfiere del bianco · h1 torre del bianco | a8 torre del nero · c8 alfiere del nero · d8 donna del nero · e8 re del nero · h8 torre del nero · a7 pedone del nero · b7 pedone del nero · c7 pedone del nero · d7 pedone del nero · f7 pedone del nero · g7 pedone del nero · h7 pedone del nero · c6 cavallo del nero · f6 cavallo del nero · d5 pedone del bianco · b4 alfiere del nero · e4 pedone del bianco · c3 cavallo del bianco · a2 pedone del bianco · b2 pedone del bianco · c2 pedone del bianco · f2 pedone del bianco · g2 pedone del bianco · h2 pedone del bianco · a1 torre del bianco · c1 alfiere del bianco · d1 donna del bianco · e1 re del bianco · f1 alfiere del bianco · h1 torre del bianco | a8 torre del nero · c8 alfiere del nero · d8 donna del nero · e8 re del nero · h8 torre del nero · a7 pedone del nero · b7 pedone del nero · c7 pedone del nero · d7 pedone del nero · f7 pedone del nero · g7 pedone del nero · h7 pedone del nero · c6 cavallo del nero · f6 cavallo del nero · d5 pedone del bianco · b4 alfiere del nero · e4 pedone del bianco · c3 cavallo del bianco · a2 pedone del bianco · b2 pedone del bianco · c2 pedone del bianco · f2 pedone del bianco · g2 pedone del bianco · h2 pedone del bianco · a1 torre del bianco · c1 alfiere del bianco · d1 donna del bianco · e1 re del bianco · f1 alfiere del bianco · h1 torre del bianco | a8 torre del nero · c8 alfiere del nero · d8 donna del nero · e8 re del nero · h8 torre del nero · a7 pedone del nero · b7 pedone del nero · c7 pedone del nero · d7 pedone del nero · f7 pedone del nero · g7 pedone del nero · h7 pedone del nero · c6 cavallo del nero · f6 cavallo del nero · d5 pedone del bianco · b4 alfiere del nero · e4 pedone del bianco · c3 cavallo del bianco · a2 pedone del bianco · b2 pedone del bianco · c2 pedone del bianco · f2 pedone del bianco · g2 pedone del bianco · h2 pedone del bianco · a1 torre del bianco · c1 alfiere del bianco · d1 donna del bianco · e1 re del bianco · f1 alfiere del bianco · h1 torre del bianco | a8 torre del nero · c8 alfiere del nero · d8 donna del nero · e8 re del nero · h8 torre del nero · a7 pedone del nero · b7 pedone del nero · c7 pedone del nero · d7 pedone del nero · f7 pedone del nero · g7 pedone del nero · h7 pedone del nero · c6 cavallo del nero · f6 cavallo del nero · d5 pedone del bianco · b4 alfiere del nero · e4 pedone del bianco · c3 cavallo del bianco · a2 pedone del bianco · b2 pedone del bianco · c2 pedone del bianco · f2 pedone del bianco · g2 pedone del bianco · h2 pedone del bianco · a1 torre del bianco · c1 alfiere del bianco · d1 donna del bianco · e1 re del bianco · f1 alfiere del bianco · h1 torre del bianco | 6 |
| 5 | a8 torre del nero · c8 alfiere del nero · d8 donna del nero · e8 re del nero · h8 torre del nero · a7 pedone del nero · b7 pedone del nero · c7 pedone del nero · d7 pedone del nero · f7 pedone del nero · g7 pedone del nero · h7 pedone del nero · c6 cavallo del nero · f6 cavallo del nero · d5 pedone del bianco · b4 alfiere del nero · e4 pedone del bianco · c3 cavallo del bianco · a2 pedone del bianco · b2 pedone del bianco · c2 pedone del bianco · f2 pedone del bianco · g2 pedone del bianco · h2 pedone del bianco · a1 torre del bianco · c1 alfiere del bianco · d1 donna del bianco · e1 re del bianco · f1 alfiere del bianco · h1 torre del bianco | a8 torre del nero · c8 alfiere del nero · d8 donna del nero · e8 re del nero · h8 torre del nero · a7 pedone del nero · b7 pedone del nero · c7 pedone del nero · d7 pedone del nero · f7 pedone del nero · g7 pedone del nero · h7 pedone del nero · c6 cavallo del nero · f6 cavallo del nero · d5 pedone del bianco · b4 alfiere del nero · e4 pedone del bianco · c3 cavallo del bianco · a2 pedone del bianco · b2 pedone del bianco · c2 pedone del bianco · f2 pedone del bianco · g2 pedone del bianco · h2 pedone del bianco · a1 torre del bianco · c1 alfiere del bianco · d1 donna del bianco · e1 re del bianco · f1 alfiere del bianco · h1 torre del bianco | a8 torre del nero · c8 alfiere del nero · d8 donna del nero · e8 re del nero · h8 torre del nero · a7 pedone del nero · b7 pedone del nero · c7 pedone del nero · d7 pedone del nero · f7 pedone del nero · g7 pedone del nero · h7 pedone del nero · c6 cavallo del nero · f6 cavallo del nero · d5 pedone del bianco · b4 alfiere del nero · e4 pedone del bianco · c3 cavallo del bianco · a2 pedone del bianco · b2 pedone del bianco · c2 pedone del bianco · f2 pedone del bianco · g2 pedone del bianco · h2 pedone del bianco · a1 torre del bianco · c1 alfiere del bianco · d1 donna del bianco · e1 re del bianco · f1 alfiere del bianco · h1 torre del bianco | a8 torre del nero · c8 alfiere del nero · d8 donna del nero · e8 re del nero · h8 torre del nero · a7 pedone del nero · b7 pedone del nero · c7 pedone del nero · d7 pedone del nero · f7 pedone del nero · g7 pedone del nero · h7 pedone del nero · c6 cavallo del nero · f6 cavallo del nero · d5 pedone del bianco · b4 alfiere del nero · e4 pedone del bianco · c3 cavallo del bianco · a2 pedone del bianco · b2 pedone del bianco · c2 pedone del bianco · f2 pedone del bianco · g2 pedone del bianco · h2 pedone del bianco · a1 torre del bianco · c1 alfiere del bianco · d1 donna del bianco · e1 re del bianco · f1 alfiere del bianco · h1 torre del bianco | a8 torre del nero · c8 alfiere del nero · d8 donna del nero · e8 re del nero · h8 torre del nero · a7 pedone del nero · b7 pedone del nero · c7 pedone del nero · d7 pedone del nero · f7 pedone del nero · g7 pedone del nero · h7 pedone del nero · c6 cavallo del nero · f6 cavallo del nero · d5 pedone del bianco · b4 alfiere del nero · e4 pedone del bianco · c3 cavallo del bianco · a2 pedone del bianco · b2 pedone del bianco · c2 pedone del bianco · f2 pedone del bianco · g2 pedone del bianco · h2 pedone del bianco · a1 torre del bianco · c1 alfiere del bianco · d1 donna del bianco · e1 re del bianco · f1 alfiere del bianco · h1 torre del bianco | a8 torre del nero · c8 alfiere del nero · d8 donna del nero · e8 re del nero · h8 torre del nero · a7 pedone del nero · b7 pedone del nero · c7 pedone del nero · d7 pedone del nero · f7 pedone del nero · g7 pedone del nero · h7 pedone del nero · c6 cavallo del nero · f6 cavallo del nero · d5 pedone del bianco · b4 alfiere del nero · e4 pedone del bianco · c3 cavallo del bianco · a2 pedone del bianco · b2 pedone del bianco · c2 pedone del bianco · f2 pedone del bianco · g2 pedone del bianco · h2 pedone del bianco · a1 torre del bianco · c1 alfiere del bianco · d1 donna del bianco · e1 re del bianco · f1 alfiere del bianco · h1 torre del bianco | a8 torre del nero · c8 alfiere del nero · d8 donna del nero · e8 re del nero · h8 torre del nero · a7 pedone del nero · b7 pedone del nero · c7 pedone del nero · d7 pedone del nero · f7 pedone del nero · g7 pedone del nero · h7 pedone del nero · c6 cavallo del nero · f6 cavallo del nero · d5 pedone del bianco · b4 alfiere del nero · e4 pedone del bianco · c3 cavallo del bianco · a2 pedone del bianco · b2 pedone del bianco · c2 pedone del bianco · f2 pedone del bianco · g2 pedone del bianco · h2 pedone del bianco · a1 torre del bianco · c1 alfiere del bianco · d1 donna del bianco · e1 re del bianco · f1 alfiere del bianco · h1 torre del bianco | a8 torre del nero · c8 alfiere del nero · d8 donna del nero · e8 re del nero · h8 torre del nero · a7 pedone del nero · b7 pedone del nero · c7 pedone del nero · d7 pedone del nero · f7 pedone del nero · g7 pedone del nero · h7 pedone del nero · c6 cavallo del nero · f6 cavallo del nero · d5 pedone del bianco · b4 alfiere del nero · e4 pedone del bianco · c3 cavallo del bianco · a2 pedone del bianco · b2 pedone del bianco · c2 pedone del bianco · f2 pedone del bianco · g2 pedone del bianco · h2 pedone del bianco · a1 torre del bianco · c1 alfiere del bianco · d1 donna del bianco · e1 re del bianco · f1 alfiere del bianco · h1 torre del bianco | 5 |
| 4 | a8 torre del nero · c8 alfiere del nero · d8 donna del nero · e8 re del nero · h8 torre del nero · a7 pedone del nero · b7 pedone del nero · c7 pedone del nero · d7 pedone del nero · f7 pedone del nero · g7 pedone del nero · h7 pedone del nero · c6 cavallo del nero · f6 cavallo del nero · d5 pedone del bianco · b4 alfiere del nero · e4 pedone del bianco · c3 cavallo del bianco · a2 pedone del bianco · b2 pedone del bianco · c2 pedone del bianco · f2 pedone del bianco · g2 pedone del bianco · h2 pedone del bianco · a1 torre del bianco · c1 alfiere del bianco · d1 donna del bianco · e1 re del bianco · f1 alfiere del bianco · h1 torre del bianco | a8 torre del nero · c8 alfiere del nero · d8 donna del nero · e8 re del nero · h8 torre del nero · a7 pedone del nero · b7 pedone del nero · c7 pedone del nero · d7 pedone del nero · f7 pedone del nero · g7 pedone del nero · h7 pedone del nero · c6 cavallo del nero · f6 cavallo del nero · d5 pedone del bianco · b4 alfiere del nero · e4 pedone del bianco · c3 cavallo del bianco · a2 pedone del bianco · b2 pedone del bianco · c2 pedone del bianco · f2 pedone del bianco · g2 pedone del bianco · h2 pedone del bianco · a1 torre del bianco · c1 alfiere del bianco · d1 donna del bianco · e1 re del bianco · f1 alfiere del bianco · h1 torre del bianco | a8 torre del nero · c8 alfiere del nero · d8 donna del nero · e8 re del nero · h8 torre del nero · a7 pedone del nero · b7 pedone del nero · c7 pedone del nero · d7 pedone del nero · f7 pedone del nero · g7 pedone del nero · h7 pedone del nero · c6 cavallo del nero · f6 cavallo del nero · d5 pedone del bianco · b4 alfiere del nero · e4 pedone del bianco · c3 cavallo del bianco · a2 pedone del bianco · b2 pedone del bianco · c2 pedone del bianco · f2 pedone del bianco · g2 pedone del bianco · h2 pedone del bianco · a1 torre del bianco · c1 alfiere del bianco · d1 donna del bianco · e1 re del bianco · f1 alfiere del bianco · h1 torre del bianco | a8 torre del nero · c8 alfiere del nero · d8 donna del nero · e8 re del nero · h8 torre del nero · a7 pedone del nero · b7 pedone del nero · c7 pedone del nero · d7 pedone del nero · f7 pedone del nero · g7 pedone del nero · h7 pedone del nero · c6 cavallo del nero · f6 cavallo del nero · d5 pedone del bianco · b4 alfiere del nero · e4 pedone del bianco · c3 cavallo del bianco · a2 pedone del bianco · b2 pedone del bianco · c2 pedone del bianco · f2 pedone del bianco · g2 pedone del bianco · h2 pedone del bianco · a1 torre del bianco · c1 alfiere del bianco · d1 donna del bianco · e1 re del bianco · f1 alfiere del bianco · h1 torre del bianco | a8 torre del nero · c8 alfiere del nero · d8 donna del nero · e8 re del nero · h8 torre del nero · a7 pedone del nero · b7 pedone del nero · c7 pedone del nero · d7 pedone del nero · f7 pedone del nero · g7 pedone del nero · h7 pedone del nero · c6 cavallo del nero · f6 cavallo del nero · d5 pedone del bianco · b4 alfiere del nero · e4 pedone del bianco · c3 cavallo del bianco · a2 pedone del bianco · b2 pedone del bianco · c2 pedone del bianco · f2 pedone del bianco · g2 pedone del bianco · h2 pedone del bianco · a1 torre del bianco · c1 alfiere del bianco · d1 donna del bianco · e1 re del bianco · f1 alfiere del bianco · h1 torre del bianco | a8 torre del nero · c8 alfiere del nero · d8 donna del nero · e8 re del nero · h8 torre del nero · a7 pedone del nero · b7 pedone del nero · c7 pedone del nero · d7 pedone del nero · f7 pedone del nero · g7 pedone del nero · h7 pedone del nero · c6 cavallo del nero · f6 cavallo del nero · d5 pedone del bianco · b4 alfiere del nero · e4 pedone del bianco · c3 cavallo del bianco · a2 pedone del bianco · b2 pedone del bianco · c2 pedone del bianco · f2 pedone del bianco · g2 pedone del bianco · h2 pedone del bianco · a1 torre del bianco · c1 alfiere del bianco · d1 donna del bianco · e1 re del bianco · f1 alfiere del bianco · h1 torre del bianco | a8 torre del nero · c8 alfiere del nero · d8 donna del nero · e8 re del nero · h8 torre del nero · a7 pedone del nero · b7 pedone del nero · c7 pedone del nero · d7 pedone del nero · f7 pedone del nero · g7 pedone del nero · h7 pedone del nero · c6 cavallo del nero · f6 cavallo del nero · d5 pedone del bianco · b4 alfiere del nero · e4 pedone del bianco · c3 cavallo del bianco · a2 pedone del bianco · b2 pedone del bianco · c2 pedone del bianco · f2 pedone del bianco · g2 pedone del bianco · h2 pedone del bianco · a1 torre del bianco · c1 alfiere del bianco · d1 donna del bianco · e1 re del bianco · f1 alfiere del bianco · h1 torre del bianco | a8 torre del nero · c8 alfiere del nero · d8 donna del nero · e8 re del nero · h8 torre del nero · a7 pedone del nero · b7 pedone del nero · c7 pedone del nero · d7 pedone del nero · f7 pedone del nero · g7 pedone del nero · h7 pedone del nero · c6 cavallo del nero · f6 cavallo del nero · d5 pedone del bianco · b4 alfiere del nero · e4 pedone del bianco · c3 cavallo del bianco · a2 pedone del bianco · b2 pedone del bianco · c2 pedone del bianco · f2 pedone del bianco · g2 pedone del bianco · h2 pedone del bianco · a1 torre del bianco · c1 alfiere del bianco · d1 donna del bianco · e1 re del bianco · f1 alfiere del bianco · h1 torre del bianco | 4 |
| 3 | a8 torre del nero · c8 alfiere del nero · d8 donna del nero · e8 re del nero · h8 torre del nero · a7 pedone del nero · b7 pedone del nero · c7 pedone del nero · d7 pedone del nero · f7 pedone del nero · g7 pedone del nero · h7 pedone del nero · c6 cavallo del nero · f6 cavallo del nero · d5 pedone del bianco · b4 alfiere del nero · e4 pedone del bianco · c3 cavallo del bianco · a2 pedone del bianco · b2 pedone del bianco · c2 pedone del bianco · f2 pedone del bianco · g2 pedone del bianco · h2 pedone del bianco · a1 torre del bianco · c1 alfiere del bianco · d1 donna del bianco · e1 re del bianco · f1 alfiere del bianco · h1 torre del bianco | a8 torre del nero · c8 alfiere del nero · d8 donna del nero · e8 re del nero · h8 torre del nero · a7 pedone del nero · b7 pedone del nero · c7 pedone del nero · d7 pedone del nero · f7 pedone del nero · g7 pedone del nero · h7 pedone del nero · c6 cavallo del nero · f6 cavallo del nero · d5 pedone del bianco · b4 alfiere del nero · e4 pedone del bianco · c3 cavallo del bianco · a2 pedone del bianco · b2 pedone del bianco · c2 pedone del bianco · f2 pedone del bianco · g2 pedone del bianco · h2 pedone del bianco · a1 torre del bianco · c1 alfiere del bianco · d1 donna del bianco · e1 re del bianco · f1 alfiere del bianco · h1 torre del bianco | a8 torre del nero · c8 alfiere del nero · d8 donna del nero · e8 re del nero · h8 torre del nero · a7 pedone del nero · b7 pedone del nero · c7 pedone del nero · d7 pedone del nero · f7 pedone del nero · g7 pedone del nero · h7 pedone del nero · c6 cavallo del nero · f6 cavallo del nero · d5 pedone del bianco · b4 alfiere del nero · e4 pedone del bianco · c3 cavallo del bianco · a2 pedone del bianco · b2 pedone del bianco · c2 pedone del bianco · f2 pedone del bianco · g2 pedone del bianco · h2 pedone del bianco · a1 torre del bianco · c1 alfiere del bianco · d1 donna del bianco · e1 re del bianco · f1 alfiere del bianco · h1 torre del bianco | a8 torre del nero · c8 alfiere del nero · d8 donna del nero · e8 re del nero · h8 torre del nero · a7 pedone del nero · b7 pedone del nero · c7 pedone del nero · d7 pedone del nero · f7 pedone del nero · g7 pedone del nero · h7 pedone del nero · c6 cavallo del nero · f6 cavallo del nero · d5 pedone del bianco · b4 alfiere del nero · e4 pedone del bianco · c3 cavallo del bianco · a2 pedone del bianco · b2 pedone del bianco · c2 pedone del bianco · f2 pedone del bianco · g2 pedone del bianco · h2 pedone del bianco · a1 torre del bianco · c1 alfiere del bianco · d1 donna del bianco · e1 re del bianco · f1 alfiere del bianco · h1 torre del bianco | a8 torre del nero · c8 alfiere del nero · d8 donna del nero · e8 re del nero · h8 torre del nero · a7 pedone del nero · b7 pedone del nero · c7 pedone del nero · d7 pedone del nero · f7 pedone del nero · g7 pedone del nero · h7 pedone del nero · c6 cavallo del nero · f6 cavallo del nero · d5 pedone del bianco · b4 alfiere del nero · e4 pedone del bianco · c3 cavallo del bianco · a2 pedone del bianco · b2 pedone del bianco · c2 pedone del bianco · f2 pedone del bianco · g2 pedone del bianco · h2 pedone del bianco · a1 torre del bianco · c1 alfiere del bianco · d1 donna del bianco · e1 re del bianco · f1 alfiere del bianco · h1 torre del bianco | a8 torre del nero · c8 alfiere del nero · d8 donna del nero · e8 re del nero · h8 torre del nero · a7 pedone del nero · b7 pedone del nero · c7 pedone del nero · d7 pedone del nero · f7 pedone del nero · g7 pedone del nero · h7 pedone del nero · c6 cavallo del nero · f6 cavallo del nero · d5 pedone del bianco · b4 alfiere del nero · e4 pedone del bianco · c3 cavallo del bianco · a2 pedone del bianco · b2 pedone del bianco · c2 pedone del bianco · f2 pedone del bianco · g2 pedone del bianco · h2 pedone del bianco · a1 torre del bianco · c1 alfiere del bianco · d1 donna del bianco · e1 re del bianco · f1 alfiere del bianco · h1 torre del bianco | a8 torre del nero · c8 alfiere del nero · d8 donna del nero · e8 re del nero · h8 torre del nero · a7 pedone del nero · b7 pedone del nero · c7 pedone del nero · d7 pedone del nero · f7 pedone del nero · g7 pedone del nero · h7 pedone del nero · c6 cavallo del nero · f6 cavallo del nero · d5 pedone del bianco · b4 alfiere del nero · e4 pedone del bianco · c3 cavallo del bianco · a2 pedone del bianco · b2 pedone del bianco · c2 pedone del bianco · f2 pedone del bianco · g2 pedone del bianco · h2 pedone del bianco · a1 torre del bianco · c1 alfiere del bianco · d1 donna del bianco · e1 re del bianco · f1 alfiere del bianco · h1 torre del bianco | a8 torre del nero · c8 alfiere del nero · d8 donna del nero · e8 re del nero · h8 torre del nero · a7 pedone del nero · b7 pedone del nero · c7 pedone del nero · d7 pedone del nero · f7 pedone del nero · g7 pedone del nero · h7 pedone del nero · c6 cavallo del nero · f6 cavallo del nero · d5 pedone del bianco · b4 alfiere del nero · e4 pedone del bianco · c3 cavallo del bianco · a2 pedone del bianco · b2 pedone del bianco · c2 pedone del bianco · f2 pedone del bianco · g2 pedone del bianco · h2 pedone del bianco · a1 torre del bianco · c1 alfiere del bianco · d1 donna del bianco · e1 re del bianco · f1 alfiere del bianco · h1 torre del bianco | 3 |
| 2 | a8 torre del nero · c8 alfiere del nero · d8 donna del nero · e8 re del nero · h8 torre del nero · a7 pedone del nero · b7 pedone del nero · c7 pedone del nero · d7 pedone del nero · f7 pedone del nero · g7 pedone del nero · h7 pedone del nero · c6 cavallo del nero · f6 cavallo del nero · d5 pedone del bianco · b4 alfiere del nero · e4 pedone del bianco · c3 cavallo del bianco · a2 pedone del bianco · b2 pedone del bianco · c2 pedone del bianco · f2 pedone del bianco · g2 pedone del bianco · h2 pedone del bianco · a1 torre del bianco · c1 alfiere del bianco · d1 donna del bianco · e1 re del bianco · f1 alfiere del bianco · h1 torre del bianco | a8 torre del nero · c8 alfiere del nero · d8 donna del nero · e8 re del nero · h8 torre del nero · a7 pedone del nero · b7 pedone del nero · c7 pedone del nero · d7 pedone del nero · f7 pedone del nero · g7 pedone del nero · h7 pedone del nero · c6 cavallo del nero · f6 cavallo del nero · d5 pedone del bianco · b4 alfiere del nero · e4 pedone del bianco · c3 cavallo del bianco · a2 pedone del bianco · b2 pedone del bianco · c2 pedone del bianco · f2 pedone del bianco · g2 pedone del bianco · h2 pedone del bianco · a1 torre del bianco · c1 alfiere del bianco · d1 donna del bianco · e1 re del bianco · f1 alfiere del bianco · h1 torre del bianco | a8 torre del nero · c8 alfiere del nero · d8 donna del nero · e8 re del nero · h8 torre del nero · a7 pedone del nero · b7 pedone del nero · c7 pedone del nero · d7 pedone del nero · f7 pedone del nero · g7 pedone del nero · h7 pedone del nero · c6 cavallo del nero · f6 cavallo del nero · d5 pedone del bianco · b4 alfiere del nero · e4 pedone del bianco · c3 cavallo del bianco · a2 pedone del bianco · b2 pedone del bianco · c2 pedone del bianco · f2 pedone del bianco · g2 pedone del bianco · h2 pedone del bianco · a1 torre del bianco · c1 alfiere del bianco · d1 donna del bianco · e1 re del bianco · f1 alfiere del bianco · h1 torre del bianco | a8 torre del nero · c8 alfiere del nero · d8 donna del nero · e8 re del nero · h8 torre del nero · a7 pedone del nero · b7 pedone del nero · c7 pedone del nero · d7 pedone del nero · f7 pedone del nero · g7 pedone del nero · h7 pedone del nero · c6 cavallo del nero · f6 cavallo del nero · d5 pedone del bianco · b4 alfiere del nero · e4 pedone del bianco · c3 cavallo del bianco · a2 pedone del bianco · b2 pedone del bianco · c2 pedone del bianco · f2 pedone del bianco · g2 pedone del bianco · h2 pedone del bianco · a1 torre del bianco · c1 alfiere del bianco · d1 donna del bianco · e1 re del bianco · f1 alfiere del bianco · h1 torre del bianco | a8 torre del nero · c8 alfiere del nero · d8 donna del nero · e8 re del nero · h8 torre del nero · a7 pedone del nero · b7 pedone del nero · c7 pedone del nero · d7 pedone del nero · f7 pedone del nero · g7 pedone del nero · h7 pedone del nero · c6 cavallo del nero · f6 cavallo del nero · d5 pedone del bianco · b4 alfiere del nero · e4 pedone del bianco · c3 cavallo del bianco · a2 pedone del bianco · b2 pedone del bianco · c2 pedone del bianco · f2 pedone del bianco · g2 pedone del bianco · h2 pedone del bianco · a1 torre del bianco · c1 alfiere del bianco · d1 donna del bianco · e1 re del bianco · f1 alfiere del bianco · h1 torre del bianco | a8 torre del nero · c8 alfiere del nero · d8 donna del nero · e8 re del nero · h8 torre del nero · a7 pedone del nero · b7 pedone del nero · c7 pedone del nero · d7 pedone del nero · f7 pedone del nero · g7 pedone del nero · h7 pedone del nero · c6 cavallo del nero · f6 cavallo del nero · d5 pedone del bianco · b4 alfiere del nero · e4 pedone del bianco · c3 cavallo del bianco · a2 pedone del bianco · b2 pedone del bianco · c2 pedone del bianco · f2 pedone del bianco · g2 pedone del bianco · h2 pedone del bianco · a1 torre del bianco · c1 alfiere del bianco · d1 donna del bianco · e1 re del bianco · f1 alfiere del bianco · h1 torre del bianco | a8 torre del nero · c8 alfiere del nero · d8 donna del nero · e8 re del nero · h8 torre del nero · a7 pedone del nero · b7 pedone del nero · c7 pedone del nero · d7 pedone del nero · f7 pedone del nero · g7 pedone del nero · h7 pedone del nero · c6 cavallo del nero · f6 cavallo del nero · d5 pedone del bianco · b4 alfiere del nero · e4 pedone del bianco · c3 cavallo del bianco · a2 pedone del bianco · b2 pedone del bianco · c2 pedone del bianco · f2 pedone del bianco · g2 pedone del bianco · h2 pedone del bianco · a1 torre del bianco · c1 alfiere del bianco · d1 donna del bianco · e1 re del bianco · f1 alfiere del bianco · h1 torre del bianco | a8 torre del nero · c8 alfiere del nero · d8 donna del nero · e8 re del nero · h8 torre del nero · a7 pedone del nero · b7 pedone del nero · c7 pedone del nero · d7 pedone del nero · f7 pedone del nero · g7 pedone del nero · h7 pedone del nero · c6 cavallo del nero · f6 cavallo del nero · d5 pedone del bianco · b4 alfiere del nero · e4 pedone del bianco · c3 cavallo del bianco · a2 pedone del bianco · b2 pedone del bianco · c2 pedone del bianco · f2 pedone del bianco · g2 pedone del bianco · h2 pedone del bianco · a1 torre del bianco · c1 alfiere del bianco · d1 donna del bianco · e1 re del bianco · f1 alfiere del bianco · h1 torre del bianco | 2 |
| 1 | a8 torre del nero · c8 alfiere del nero · d8 donna del nero · e8 re del nero · h8 torre del nero · a7 pedone del nero · b7 pedone del nero · c7 pedone del nero · d7 pedone del nero · f7 pedone del nero · g7 pedone del nero · h7 pedone del nero · c6 cavallo del nero · f6 cavallo del nero · d5 pedone del bianco · b4 alfiere del nero · e4 pedone del bianco · c3 cavallo del bianco · a2 pedone del bianco · b2 pedone del bianco · c2 pedone del bianco · f2 pedone del bianco · g2 pedone del bianco · h2 pedone del bianco · a1 torre del bianco · c1 alfiere del bianco · d1 donna del bianco · e1 re del bianco · f1 alfiere del bianco · h1 torre del bianco | a8 torre del nero · c8 alfiere del nero · d8 donna del nero · e8 re del nero · h8 torre del nero · a7 pedone del nero · b7 pedone del nero · c7 pedone del nero · d7 pedone del nero · f7 pedone del nero · g7 pedone del nero · h7 pedone del nero · c6 cavallo del nero · f6 cavallo del nero · d5 pedone del bianco · b4 alfiere del nero · e4 pedone del bianco · c3 cavallo del bianco · a2 pedone del bianco · b2 pedone del bianco · c2 pedone del bianco · f2 pedone del bianco · g2 pedone del bianco · h2 pedone del bianco · a1 torre del bianco · c1 alfiere del bianco · d1 donna del bianco · e1 re del bianco · f1 alfiere del bianco · h1 torre del bianco | a8 torre del nero · c8 alfiere del nero · d8 donna del nero · e8 re del nero · h8 torre del nero · a7 pedone del nero · b7 pedone del nero · c7 pedone del nero · d7 pedone del nero · f7 pedone del nero · g7 pedone del nero · h7 pedone del nero · c6 cavallo del nero · f6 cavallo del nero · d5 pedone del bianco · b4 alfiere del nero · e4 pedone del bianco · c3 cavallo del bianco · a2 pedone del bianco · b2 pedone del bianco · c2 pedone del bianco · f2 pedone del bianco · g2 pedone del bianco · h2 pedone del bianco · a1 torre del bianco · c1 alfiere del bianco · d1 donna del bianco · e1 re del bianco · f1 alfiere del bianco · h1 torre del bianco | a8 torre del nero · c8 alfiere del nero · d8 donna del nero · e8 re del nero · h8 torre del nero · a7 pedone del nero · b7 pedone del nero · c7 pedone del nero · d7 pedone del nero · f7 pedone del nero · g7 pedone del nero · h7 pedone del nero · c6 cavallo del nero · f6 cavallo del nero · d5 pedone del bianco · b4 alfiere del nero · e4 pedone del bianco · c3 cavallo del bianco · a2 pedone del bianco · b2 pedone del bianco · c2 pedone del bianco · f2 pedone del bianco · g2 pedone del bianco · h2 pedone del bianco · a1 torre del bianco · c1 alfiere del bianco · d1 donna del bianco · e1 re del bianco · f1 alfiere del bianco · h1 torre del bianco | a8 torre del nero · c8 alfiere del nero · d8 donna del nero · e8 re del nero · h8 torre del nero · a7 pedone del nero · b7 pedone del nero · c7 pedone del nero · d7 pedone del nero · f7 pedone del nero · g7 pedone del nero · h7 pedone del nero · c6 cavallo del nero · f6 cavallo del nero · d5 pedone del bianco · b4 alfiere del nero · e4 pedone del bianco · c3 cavallo del bianco · a2 pedone del bianco · b2 pedone del bianco · c2 pedone del bianco · f2 pedone del bianco · g2 pedone del bianco · h2 pedone del bianco · a1 torre del bianco · c1 alfiere del bianco · d1 donna del bianco · e1 re del bianco · f1 alfiere del bianco · h1 torre del bianco | a8 torre del nero · c8 alfiere del nero · d8 donna del nero · e8 re del nero · h8 torre del nero · a7 pedone del nero · b7 pedone del nero · c7 pedone del nero · d7 pedone del nero · f7 pedone del nero · g7 pedone del nero · h7 pedone del nero · c6 cavallo del nero · f6 cavallo del nero · d5 pedone del bianco · b4 alfiere del nero · e4 pedone del bianco · c3 cavallo del bianco · a2 pedone del bianco · b2 pedone del bianco · c2 pedone del bianco · f2 pedone del bianco · g2 pedone del bianco · h2 pedone del bianco · a1 torre del bianco · c1 alfiere del bianco · d1 donna del bianco · e1 re del bianco · f1 alfiere del bianco · h1 torre del bianco | a8 torre del nero · c8 alfiere del nero · d8 donna del nero · e8 re del nero · h8 torre del nero · a7 pedone del nero · b7 pedone del nero · c7 pedone del nero · d7 pedone del nero · f7 pedone del nero · g7 pedone del nero · h7 pedone del nero · c6 cavallo del nero · f6 cavallo del nero · d5 pedone del bianco · b4 alfiere del nero · e4 pedone del bianco · c3 cavallo del bianco · a2 pedone del bianco · b2 pedone del bianco · c2 pedone del bianco · f2 pedone del bianco · g2 pedone del bianco · h2 pedone del bianco · a1 torre del bianco · c1 alfiere del bianco · d1 donna del bianco · e1 re del bianco · f1 alfiere del bianco · h1 torre del bianco | a8 torre del nero · c8 alfiere del nero · d8 donna del nero · e8 re del nero · h8 torre del nero · a7 pedone del nero · b7 pedone del nero · c7 pedone del nero · d7 pedone del nero · f7 pedone del nero · g7 pedone del nero · h7 pedone del nero · c6 cavallo del nero · f6 cavallo del nero · d5 pedone del bianco · b4 alfiere del nero · e4 pedone del bianco · c3 cavallo del bianco · a2 pedone del bianco · b2 pedone del bianco · c2 pedone del bianco · f2 pedone del bianco · g2 pedone del bianco · h2 pedone del bianco · a1 torre del bianco · c1 alfiere del bianco · d1 donna del bianco · e1 re del bianco · f1 alfiere del bianco · h1 torre del bianco | 1 |
|   | a | b | c | d | e | f | g | h |   |

Il grande maestro Larry Kaufman ha scritto nel 2004 che il gambetto Halloween è confutato da 4...Cxe5 5. d4 Cc6 6. d5 Ab4! 7. dxc6 Cxe4 8. Dd4 De7 che attribuisce al maestro internazionale Jan Pinski. Nel 2003 Jan Pinski ha analizzato la variante 9. Dxg7 Cxc3 10. Ae3 Cd5+ 11. c3 Tf8 12. cxb4 Cxe3 13. fxe3 Dxb4+ concludendo che il Nero è molto vicino alla vittoria. Dopo l'alternativa 9. Ae3 0-0 10. Ad3 Cxc3 11. bxc3 Aa5 12. 0-0 Ab6 13. Df4 Axe3 14. fxe3 dxc6 il Nero ha una migliore struttura pedonale come nella Gaillard-Platel del 2003.
Nel 2009 a Reykjavík si giocò la Sigfusson (Elo 2288)-Bellin (2381) che vide la continuazione 10. cxd7+ Axd7 11. Ae2 Ac5 12. Ah5+ Rd8! 13. Dd3 (13. Dd5 Axe3 14. fxe3 Cxc3 15. bxc3 Dh4+ 16. g3 Dxh5 17. Td1 De8 18. Dxb7 Dxe3+ 19. Rf1 De4+) 13...Axe3 14. Dxe3 Cxc3 15. Dxe7+ Rxe7 16. bxc3 Ac6 nella quale il Nero ebbe un miglior finale e vinse in 52 mosse.

## Gambetto Halloween in contromossa
|   | a | b | c | d | e | f | g | h |   |
| 8 | a8 torre del nero · c8 alfiere del nero · d8 donna del nero · e8 re del nero · f8 alfiere del nero · h8 torre del nero · a7 pedone del nero · b7 pedone del nero · c7 pedone del nero · d7 pedone del nero · f7 pedone del nero · g7 pedone del nero · h7 pedone del nero · c6 cavallo del nero · e5 pedone del nero · e4 cavallo del nero · c3 cavallo del bianco · f3 cavallo del bianco · g3 pedone del bianco · a2 pedone del bianco · b2 pedone del bianco · c2 pedone del bianco · d2 pedone del bianco · f2 pedone del bianco · h2 pedone del bianco · a1 torre del bianco · c1 alfiere del bianco · d1 donna del bianco · e1 re del bianco · f1 alfiere del bianco · h1 torre del bianco | a8 torre del nero · c8 alfiere del nero · d8 donna del nero · e8 re del nero · f8 alfiere del nero · h8 torre del nero · a7 pedone del nero · b7 pedone del nero · c7 pedone del nero · d7 pedone del nero · f7 pedone del nero · g7 pedone del nero · h7 pedone del nero · c6 cavallo del nero · e5 pedone del nero · e4 cavallo del nero · c3 cavallo del bianco · f3 cavallo del bianco · g3 pedone del bianco · a2 pedone del bianco · b2 pedone del bianco · c2 pedone del bianco · d2 pedone del bianco · f2 pedone del bianco · h2 pedone del bianco · a1 torre del bianco · c1 alfiere del bianco · d1 donna del bianco · e1 re del bianco · f1 alfiere del bianco · h1 torre del bianco | a8 torre del nero · c8 alfiere del nero · d8 donna del nero · e8 re del nero · f8 alfiere del nero · h8 torre del nero · a7 pedone del nero · b7 pedone del nero · c7 pedone del nero · d7 pedone del nero · f7 pedone del nero · g7 pedone del nero · h7 pedone del nero · c6 cavallo del nero · e5 pedone del nero · e4 cavallo del nero · c3 cavallo del bianco · f3 cavallo del bianco · g3 pedone del bianco · a2 pedone del bianco · b2 pedone del bianco · c2 pedone del bianco · d2 pedone del bianco · f2 pedone del bianco · h2 pedone del bianco · a1 torre del bianco · c1 alfiere del bianco · d1 donna del bianco · e1 re del bianco · f1 alfiere del bianco · h1 torre del bianco | a8 torre del nero · c8 alfiere del nero · d8 donna del nero · e8 re del nero · f8 alfiere del nero · h8 torre del nero · a7 pedone del nero · b7 pedone del nero · c7 pedone del nero · d7 pedone del nero · f7 pedone del nero · g7 pedone del nero · h7 pedone del nero · c6 cavallo del nero · e5 pedone del nero · e4 cavallo del nero · c3 cavallo del bianco · f3 cavallo del bianco · g3 pedone del bianco · a2 pedone del bianco · b2 pedone del bianco · c2 pedone del bianco · d2 pedone del bianco · f2 pedone del bianco · h2 pedone del bianco · a1 torre del bianco · c1 alfiere del bianco · d1 donna del bianco · e1 re del bianco · f1 alfiere del bianco · h1 torre del bianco | a8 torre del nero · c8 alfiere del nero · d8 donna del nero · e8 re del nero · f8 alfiere del nero · h8 torre del nero · a7 pedone del nero · b7 pedone del nero · c7 pedone del nero · d7 pedone del nero · f7 pedone del nero · g7 pedone del nero · h7 pedone del nero · c6 cavallo del nero · e5 pedone del nero · e4 cavallo del nero · c3 cavallo del bianco · f3 cavallo del bianco · g3 pedone del bianco · a2 pedone del bianco · b2 pedone del bianco · c2 pedone del bianco · d2 pedone del bianco · f2 pedone del bianco · h2 pedone del bianco · a1 torre del bianco · c1 alfiere del bianco · d1 donna del bianco · e1 re del bianco · f1 alfiere del bianco · h1 torre del bianco | a8 torre del nero · c8 alfiere del nero · d8 donna del nero · e8 re del nero · f8 alfiere del nero · h8 torre del nero · a7 pedone del nero · b7 pedone del nero · c7 pedone del nero · d7 pedone del nero · f7 pedone del nero · g7 pedone del nero · h7 pedone del nero · c6 cavallo del nero · e5 pedone del nero · e4 cavallo del nero · c3 cavallo del bianco · f3 cavallo del bianco · g3 pedone del bianco · a2 pedone del bianco · b2 pedone del bianco · c2 pedone del bianco · d2 pedone del bianco · f2 pedone del bianco · h2 pedone del bianco · a1 torre del bianco · c1 alfiere del bianco · d1 donna del bianco · e1 re del bianco · f1 alfiere del bianco · h1 torre del bianco | a8 torre del nero · c8 alfiere del nero · d8 donna del nero · e8 re del nero · f8 alfiere del nero · h8 torre del nero · a7 pedone del nero · b7 pedone del nero · c7 pedone del nero · d7 pedone del nero · f7 pedone del nero · g7 pedone del nero · h7 pedone del nero · c6 cavallo del nero · e5 pedone del nero · e4 cavallo del nero · c3 cavallo del bianco · f3 cavallo del bianco · g3 pedone del bianco · a2 pedone del bianco · b2 pedone del bianco · c2 pedone del bianco · d2 pedone del bianco · f2 pedone del bianco · h2 pedone del bianco · a1 torre del bianco · c1 alfiere del bianco · d1 donna del bianco · e1 re del bianco · f1 alfiere del bianco · h1 torre del bianco | a8 torre del nero · c8 alfiere del nero · d8 donna del nero · e8 re del nero · f8 alfiere del nero · h8 torre del nero · a7 pedone del nero · b7 pedone del nero · c7 pedone del nero · d7 pedone del nero · f7 pedone del nero · g7 pedone del nero · h7 pedone del nero · c6 cavallo del nero · e5 pedone del nero · e4 cavallo del nero · c3 cavallo del bianco · f3 cavallo del bianco · g3 pedone del bianco · a2 pedone del bianco · b2 pedone del bianco · c2 pedone del bianco · d2 pedone del bianco · f2 pedone del bianco · h2 pedone del bianco · a1 torre del bianco · c1 alfiere del bianco · d1 donna del bianco · e1 re del bianco · f1 alfiere del bianco · h1 torre del bianco | 8 |
| 7 | a8 torre del nero · c8 alfiere del nero · d8 donna del nero · e8 re del nero · f8 alfiere del nero · h8 torre del nero · a7 pedone del nero · b7 pedone del nero · c7 pedone del nero · d7 pedone del nero · f7 pedone del nero · g7 pedone del nero · h7 pedone del nero · c6 cavallo del nero · e5 pedone del nero · e4 cavallo del nero · c3 cavallo del bianco · f3 cavallo del bianco · g3 pedone del bianco · a2 pedone del bianco · b2 pedone del bianco · c2 pedone del bianco · d2 pedone del bianco · f2 pedone del bianco · h2 pedone del bianco · a1 torre del bianco · c1 alfiere del bianco · d1 donna del bianco · e1 re del bianco · f1 alfiere del bianco · h1 torre del bianco | a8 torre del nero · c8 alfiere del nero · d8 donna del nero · e8 re del nero · f8 alfiere del nero · h8 torre del nero · a7 pedone del nero · b7 pedone del nero · c7 pedone del nero · d7 pedone del nero · f7 pedone del nero · g7 pedone del nero · h7 pedone del nero · c6 cavallo del nero · e5 pedone del nero · e4 cavallo del nero · c3 cavallo del bianco · f3 cavallo del bianco · g3 pedone del bianco · a2 pedone del bianco · b2 pedone del bianco · c2 pedone del bianco · d2 pedone del bianco · f2 pedone del bianco · h2 pedone del bianco · a1 torre del bianco · c1 alfiere del bianco · d1 donna del bianco · e1 re del bianco · f1 alfiere del bianco · h1 torre del bianco | a8 torre del nero · c8 alfiere del nero · d8 donna del nero · e8 re del nero · f8 alfiere del nero · h8 torre del nero · a7 pedone del nero · b7 pedone del nero · c7 pedone del nero · d7 pedone del nero · f7 pedone del nero · g7 pedone del nero · h7 pedone del nero · c6 cavallo del nero · e5 pedone del nero · e4 cavallo del nero · c3 cavallo del bianco · f3 cavallo del bianco · g3 pedone del bianco · a2 pedone del bianco · b2 pedone del bianco · c2 pedone del bianco · d2 pedone del bianco · f2 pedone del bianco · h2 pedone del bianco · a1 torre del bianco · c1 alfiere del bianco · d1 donna del bianco · e1 re del bianco · f1 alfiere del bianco · h1 torre del bianco | a8 torre del nero · c8 alfiere del nero · d8 donna del nero · e8 re del nero · f8 alfiere del nero · h8 torre del nero · a7 pedone del nero · b7 pedone del nero · c7 pedone del nero · d7 pedone del nero · f7 pedone del nero · g7 pedone del nero · h7 pedone del nero · c6 cavallo del nero · e5 pedone del nero · e4 cavallo del nero · c3 cavallo del bianco · f3 cavallo del bianco · g3 pedone del bianco · a2 pedone del bianco · b2 pedone del bianco · c2 pedone del bianco · d2 pedone del bianco · f2 pedone del bianco · h2 pedone del bianco · a1 torre del bianco · c1 alfiere del bianco · d1 donna del bianco · e1 re del bianco · f1 alfiere del bianco · h1 torre del bianco | a8 torre del nero · c8 alfiere del nero · d8 donna del nero · e8 re del nero · f8 alfiere del nero · h8 torre del nero · a7 pedone del nero · b7 pedone del nero · c7 pedone del nero · d7 pedone del nero · f7 pedone del nero · g7 pedone del nero · h7 pedone del nero · c6 cavallo del nero · e5 pedone del nero · e4 cavallo del nero · c3 cavallo del bianco · f3 cavallo del bianco · g3 pedone del bianco · a2 pedone del bianco · b2 pedone del bianco · c2 pedone del bianco · d2 pedone del bianco · f2 pedone del bianco · h2 pedone del bianco · a1 torre del bianco · c1 alfiere del bianco · d1 donna del bianco · e1 re del bianco · f1 alfiere del bianco · h1 torre del bianco | a8 torre del nero · c8 alfiere del nero · d8 donna del nero · e8 re del nero · f8 alfiere del nero · h8 torre del nero · a7 pedone del nero · b7 pedone del nero · c7 pedone del nero · d7 pedone del nero · f7 pedone del nero · g7 pedone del nero · h7 pedone del nero · c6 cavallo del nero · e5 pedone del nero · e4 cavallo del nero · c3 cavallo del bianco · f3 cavallo del bianco · g3 pedone del bianco · a2 pedone del bianco · b2 pedone del bianco · c2 pedone del bianco · d2 pedone del bianco · f2 pedone del bianco · h2 pedone del bianco · a1 torre del bianco · c1 alfiere del bianco · d1 donna del bianco · e1 re del bianco · f1 alfiere del bianco · h1 torre del bianco | a8 torre del nero · c8 alfiere del nero · d8 donna del nero · e8 re del nero · f8 alfiere del nero · h8 torre del nero · a7 pedone del nero · b7 pedone del nero · c7 pedone del nero · d7 pedone del nero · f7 pedone del nero · g7 pedone del nero · h7 pedone del nero · c6 cavallo del nero · e5 pedone del nero · e4 cavallo del nero · c3 cavallo del bianco · f3 cavallo del bianco · g3 pedone del bianco · a2 pedone del bianco · b2 pedone del bianco · c2 pedone del bianco · d2 pedone del bianco · f2 pedone del bianco · h2 pedone del bianco · a1 torre del bianco · c1 alfiere del bianco · d1 donna del bianco · e1 re del bianco · f1 alfiere del bianco · h1 torre del bianco | a8 torre del nero · c8 alfiere del nero · d8 donna del nero · e8 re del nero · f8 alfiere del nero · h8 torre del nero · a7 pedone del nero · b7 pedone del nero · c7 pedone del nero · d7 pedone del nero · f7 pedone del nero · g7 pedone del nero · h7 pedone del nero · c6 cavallo del nero · e5 pedone del nero · e4 cavallo del nero · c3 cavallo del bianco · f3 cavallo del bianco · g3 pedone del bianco · a2 pedone del bianco · b2 pedone del bianco · c2 pedone del bianco · d2 pedone del bianco · f2 pedone del bianco · h2 pedone del bianco · a1 torre del bianco · c1 alfiere del bianco · d1 donna del bianco · e1 re del bianco · f1 alfiere del bianco · h1 torre del bianco | 7 |
| 6 | a8 torre del nero · c8 alfiere del nero · d8 donna del nero · e8 re del nero · f8 alfiere del nero · h8 torre del nero · a7 pedone del nero · b7 pedone del nero · c7 pedone del nero · d7 pedone del nero · f7 pedone del nero · g7 pedone del nero · h7 pedone del nero · c6 cavallo del nero · e5 pedone del nero · e4 cavallo del nero · c3 cavallo del bianco · f3 cavallo del bianco · g3 pedone del bianco · a2 pedone del bianco · b2 pedone del bianco · c2 pedone del bianco · d2 pedone del bianco · f2 pedone del bianco · h2 pedone del bianco · a1 torre del bianco · c1 alfiere del bianco · d1 donna del bianco · e1 re del bianco · f1 alfiere del bianco · h1 torre del bianco | a8 torre del nero · c8 alfiere del nero · d8 donna del nero · e8 re del nero · f8 alfiere del nero · h8 torre del nero · a7 pedone del nero · b7 pedone del nero · c7 pedone del nero · d7 pedone del nero · f7 pedone del nero · g7 pedone del nero · h7 pedone del nero · c6 cavallo del nero · e5 pedone del nero · e4 cavallo del nero · c3 cavallo del bianco · f3 cavallo del bianco · g3 pedone del bianco · a2 pedone del bianco · b2 pedone del bianco · c2 pedone del bianco · d2 pedone del bianco · f2 pedone del bianco · h2 pedone del bianco · a1 torre del bianco · c1 alfiere del bianco · d1 donna del bianco · e1 re del bianco · f1 alfiere del bianco · h1 torre del bianco | a8 torre del nero · c8 alfiere del nero · d8 donna del nero · e8 re del nero · f8 alfiere del nero · h8 torre del nero · a7 pedone del nero · b7 pedone del nero · c7 pedone del nero · d7 pedone del nero · f7 pedone del nero · g7 pedone del nero · h7 pedone del nero · c6 cavallo del nero · e5 pedone del nero · e4 cavallo del nero · c3 cavallo del bianco · f3 cavallo del bianco · g3 pedone del bianco · a2 pedone del bianco · b2 pedone del bianco · c2 pedone del bianco · d2 pedone del bianco · f2 pedone del bianco · h2 pedone del bianco · a1 torre del bianco · c1 alfiere del bianco · d1 donna del bianco · e1 re del bianco · f1 alfiere del bianco · h1 torre del bianco | a8 torre del nero · c8 alfiere del nero · d8 donna del nero · e8 re del nero · f8 alfiere del nero · h8 torre del nero · a7 pedone del nero · b7 pedone del nero · c7 pedone del nero · d7 pedone del nero · f7 pedone del nero · g7 pedone del nero · h7 pedone del nero · c6 cavallo del nero · e5 pedone del nero · e4 cavallo del nero · c3 cavallo del bianco · f3 cavallo del bianco · g3 pedone del bianco · a2 pedone del bianco · b2 pedone del bianco · c2 pedone del bianco · d2 pedone del bianco · f2 pedone del bianco · h2 pedone del bianco · a1 torre del bianco · c1 alfiere del bianco · d1 donna del bianco · e1 re del bianco · f1 alfiere del bianco · h1 torre del bianco | a8 torre del nero · c8 alfiere del nero · d8 donna del nero · e8 re del nero · f8 alfiere del nero · h8 torre del nero · a7 pedone del nero · b7 pedone del nero · c7 pedone del nero · d7 pedone del nero · f7 pedone del nero · g7 pedone del nero · h7 pedone del nero · c6 cavallo del nero · e5 pedone del nero · e4 cavallo del nero · c3 cavallo del bianco · f3 cavallo del bianco · g3 pedone del bianco · a2 pedone del bianco · b2 pedone del bianco · c2 pedone del bianco · d2 pedone del bianco · f2 pedone del bianco · h2 pedone del bianco · a1 torre del bianco · c1 alfiere del bianco · d1 donna del bianco · e1 re del bianco · f1 alfiere del bianco · h1 torre del bianco | a8 torre del nero · c8 alfiere del nero · d8 donna del nero · e8 re del nero · f8 alfiere del nero · h8 torre del nero · a7 pedone del nero · b7 pedone del nero · c7 pedone del nero · d7 pedone del nero · f7 pedone del nero · g7 pedone del nero · h7 pedone del nero · c6 cavallo del nero · e5 pedone del nero · e4 cavallo del nero · c3 cavallo del bianco · f3 cavallo del bianco · g3 pedone del bianco · a2 pedone del bianco · b2 pedone del bianco · c2 pedone del bianco · d2 pedone del bianco · f2 pedone del bianco · h2 pedone del bianco · a1 torre del bianco · c1 alfiere del bianco · d1 donna del bianco · e1 re del bianco · f1 alfiere del bianco · h1 torre del bianco | a8 torre del nero · c8 alfiere del nero · d8 donna del nero · e8 re del nero · f8 alfiere del nero · h8 torre del nero · a7 pedone del nero · b7 pedone del nero · c7 pedone del nero · d7 pedone del nero · f7 pedone del nero · g7 pedone del nero · h7 pedone del nero · c6 cavallo del nero · e5 pedone del nero · e4 cavallo del nero · c3 cavallo del bianco · f3 cavallo del bianco · g3 pedone del bianco · a2 pedone del bianco · b2 pedone del bianco · c2 pedone del bianco · d2 pedone del bianco · f2 pedone del bianco · h2 pedone del bianco · a1 torre del bianco · c1 alfiere del bianco · d1 donna del bianco · e1 re del bianco · f1 alfiere del bianco · h1 torre del bianco | a8 torre del nero · c8 alfiere del nero · d8 donna del nero · e8 re del nero · f8 alfiere del nero · h8 torre del nero · a7 pedone del nero · b7 pedone del nero · c7 pedone del nero · d7 pedone del nero · f7 pedone del nero · g7 pedone del nero · h7 pedone del nero · c6 cavallo del nero · e5 pedone del nero · e4 cavallo del nero · c3 cavallo del bianco · f3 cavallo del bianco · g3 pedone del bianco · a2 pedone del bianco · b2 pedone del bianco · c2 pedone del bianco · d2 pedone del bianco · f2 pedone del bianco · h2 pedone del bianco · a1 torre del bianco · c1 alfiere del bianco · d1 donna del bianco · e1 re del bianco · f1 alfiere del bianco · h1 torre del bianco | 6 |
| 5 | a8 torre del nero · c8 alfiere del nero · d8 donna del nero · e8 re del nero · f8 alfiere del nero · h8 torre del nero · a7 pedone del nero · b7 pedone del nero · c7 pedone del nero · d7 pedone del nero · f7 pedone del nero · g7 pedone del nero · h7 pedone del nero · c6 cavallo del nero · e5 pedone del nero · e4 cavallo del nero · c3 cavallo del bianco · f3 cavallo del bianco · g3 pedone del bianco · a2 pedone del bianco · b2 pedone del bianco · c2 pedone del bianco · d2 pedone del bianco · f2 pedone del bianco · h2 pedone del bianco · a1 torre del bianco · c1 alfiere del bianco · d1 donna del bianco · e1 re del bianco · f1 alfiere del bianco · h1 torre del bianco | a8 torre del nero · c8 alfiere del nero · d8 donna del nero · e8 re del nero · f8 alfiere del nero · h8 torre del nero · a7 pedone del nero · b7 pedone del nero · c7 pedone del nero · d7 pedone del nero · f7 pedone del nero · g7 pedone del nero · h7 pedone del nero · c6 cavallo del nero · e5 pedone del nero · e4 cavallo del nero · c3 cavallo del bianco · f3 cavallo del bianco · g3 pedone del bianco · a2 pedone del bianco · b2 pedone del bianco · c2 pedone del bianco · d2 pedone del bianco · f2 pedone del bianco · h2 pedone del bianco · a1 torre del bianco · c1 alfiere del bianco · d1 donna del bianco · e1 re del bianco · f1 alfiere del bianco · h1 torre del bianco | a8 torre del nero · c8 alfiere del nero · d8 donna del nero · e8 re del nero · f8 alfiere del nero · h8 torre del nero · a7 pedone del nero · b7 pedone del nero · c7 pedone del nero · d7 pedone del nero · f7 pedone del nero · g7 pedone del nero · h7 pedone del nero · c6 cavallo del nero · e5 pedone del nero · e4 cavallo del nero · c3 cavallo del bianco · f3 cavallo del bianco · g3 pedone del bianco · a2 pedone del bianco · b2 pedone del bianco · c2 pedone del bianco · d2 pedone del bianco · f2 pedone del bianco · h2 pedone del bianco · a1 torre del bianco · c1 alfiere del bianco · d1 donna del bianco · e1 re del bianco · f1 alfiere del bianco · h1 torre del bianco | a8 torre del nero · c8 alfiere del nero · d8 donna del nero · e8 re del nero · f8 alfiere del nero · h8 torre del nero · a7 pedone del nero · b7 pedone del nero · c7 pedone del nero · d7 pedone del nero · f7 pedone del nero · g7 pedone del nero · h7 pedone del nero · c6 cavallo del nero · e5 pedone del nero · e4 cavallo del nero · c3 cavallo del bianco · f3 cavallo del bianco · g3 pedone del bianco · a2 pedone del bianco · b2 pedone del bianco · c2 pedone del bianco · d2 pedone del bianco · f2 pedone del bianco · h2 pedone del bianco · a1 torre del bianco · c1 alfiere del bianco · d1 donna del bianco · e1 re del bianco · f1 alfiere del bianco · h1 torre del bianco | a8 torre del nero · c8 alfiere del nero · d8 donna del nero · e8 re del nero · f8 alfiere del nero · h8 torre del nero · a7 pedone del nero · b7 pedone del nero · c7 pedone del nero · d7 pedone del nero · f7 pedone del nero · g7 pedone del nero · h7 pedone del nero · c6 cavallo del nero · e5 pedone del nero · e4 cavallo del nero · c3 cavallo del bianco · f3 cavallo del bianco · g3 pedone del bianco · a2 pedone del bianco · b2 pedone del bianco · c2 pedone del bianco · d2 pedone del bianco · f2 pedone del bianco · h2 pedone del bianco · a1 torre del bianco · c1 alfiere del bianco · d1 donna del bianco · e1 re del bianco · f1 alfiere del bianco · h1 torre del bianco | a8 torre del nero · c8 alfiere del nero · d8 donna del nero · e8 re del nero · f8 alfiere del nero · h8 torre del nero · a7 pedone del nero · b7 pedone del nero · c7 pedone del nero · d7 pedone del nero · f7 pedone del nero · g7 pedone del nero · h7 pedone del nero · c6 cavallo del nero · e5 pedone del nero · e4 cavallo del nero · c3 cavallo del bianco · f3 cavallo del bianco · g3 pedone del bianco · a2 pedone del bianco · b2 pedone del bianco · c2 pedone del bianco · d2 pedone del bianco · f2 pedone del bianco · h2 pedone del bianco · a1 torre del bianco · c1 alfiere del bianco · d1 donna del bianco · e1 re del bianco · f1 alfiere del bianco · h1 torre del bianco | a8 torre del nero · c8 alfiere del nero · d8 donna del nero · e8 re del nero · f8 alfiere del nero · h8 torre del nero · a7 pedone del nero · b7 pedone del nero · c7 pedone del nero · d7 pedone del nero · f7 pedone del nero · g7 pedone del nero · h7 pedone del nero · c6 cavallo del nero · e5 pedone del nero · e4 cavallo del nero · c3 cavallo del bianco · f3 cavallo del bianco · g3 pedone del bianco · a2 pedone del bianco · b2 pedone del bianco · c2 pedone del bianco · d2 pedone del bianco · f2 pedone del bianco · h2 pedone del bianco · a1 torre del bianco · c1 alfiere del bianco · d1 donna del bianco · e1 re del bianco · f1 alfiere del bianco · h1 torre del bianco | a8 torre del nero · c8 alfiere del nero · d8 donna del nero · e8 re del nero · f8 alfiere del nero · h8 torre del nero · a7 pedone del nero · b7 pedone del nero · c7 pedone del nero · d7 pedone del nero · f7 pedone del nero · g7 pedone del nero · h7 pedone del nero · c6 cavallo del nero · e5 pedone del nero · e4 cavallo del nero · c3 cavallo del bianco · f3 cavallo del bianco · g3 pedone del bianco · a2 pedone del bianco · b2 pedone del bianco · c2 pedone del bianco · d2 pedone del bianco · f2 pedone del bianco · h2 pedone del bianco · a1 torre del bianco · c1 alfiere del bianco · d1 donna del bianco · e1 re del bianco · f1 alfiere del bianco · h1 torre del bianco | 5 |
| 4 | a8 torre del nero · c8 alfiere del nero · d8 donna del nero · e8 re del nero · f8 alfiere del nero · h8 torre del nero · a7 pedone del nero · b7 pedone del nero · c7 pedone del nero · d7 pedone del nero · f7 pedone del nero · g7 pedone del nero · h7 pedone del nero · c6 cavallo del nero · e5 pedone del nero · e4 cavallo del nero · c3 cavallo del bianco · f3 cavallo del bianco · g3 pedone del bianco · a2 pedone del bianco · b2 pedone del bianco · c2 pedone del bianco · d2 pedone del bianco · f2 pedone del bianco · h2 pedone del bianco · a1 torre del bianco · c1 alfiere del bianco · d1 donna del bianco · e1 re del bianco · f1 alfiere del bianco · h1 torre del bianco | a8 torre del nero · c8 alfiere del nero · d8 donna del nero · e8 re del nero · f8 alfiere del nero · h8 torre del nero · a7 pedone del nero · b7 pedone del nero · c7 pedone del nero · d7 pedone del nero · f7 pedone del nero · g7 pedone del nero · h7 pedone del nero · c6 cavallo del nero · e5 pedone del nero · e4 cavallo del nero · c3 cavallo del bianco · f3 cavallo del bianco · g3 pedone del bianco · a2 pedone del bianco · b2 pedone del bianco · c2 pedone del bianco · d2 pedone del bianco · f2 pedone del bianco · h2 pedone del bianco · a1 torre del bianco · c1 alfiere del bianco · d1 donna del bianco · e1 re del bianco · f1 alfiere del bianco · h1 torre del bianco | a8 torre del nero · c8 alfiere del nero · d8 donna del nero · e8 re del nero · f8 alfiere del nero · h8 torre del nero · a7 pedone del nero · b7 pedone del nero · c7 pedone del nero · d7 pedone del nero · f7 pedone del nero · g7 pedone del nero · h7 pedone del nero · c6 cavallo del nero · e5 pedone del nero · e4 cavallo del nero · c3 cavallo del bianco · f3 cavallo del bianco · g3 pedone del bianco · a2 pedone del bianco · b2 pedone del bianco · c2 pedone del bianco · d2 pedone del bianco · f2 pedone del bianco · h2 pedone del bianco · a1 torre del bianco · c1 alfiere del bianco · d1 donna del bianco · e1 re del bianco · f1 alfiere del bianco · h1 torre del bianco | a8 torre del nero · c8 alfiere del nero · d8 donna del nero · e8 re del nero · f8 alfiere del nero · h8 torre del nero · a7 pedone del nero · b7 pedone del nero · c7 pedone del nero · d7 pedone del nero · f7 pedone del nero · g7 pedone del nero · h7 pedone del nero · c6 cavallo del nero · e5 pedone del nero · e4 cavallo del nero · c3 cavallo del bianco · f3 cavallo del bianco · g3 pedone del bianco · a2 pedone del bianco · b2 pedone del bianco · c2 pedone del bianco · d2 pedone del bianco · f2 pedone del bianco · h2 pedone del bianco · a1 torre del bianco · c1 alfiere del bianco · d1 donna del bianco · e1 re del bianco · f1 alfiere del bianco · h1 torre del bianco | a8 torre del nero · c8 alfiere del nero · d8 donna del nero · e8 re del nero · f8 alfiere del nero · h8 torre del nero · a7 pedone del nero · b7 pedone del nero · c7 pedone del nero · d7 pedone del nero · f7 pedone del nero · g7 pedone del nero · h7 pedone del nero · c6 cavallo del nero · e5 pedone del nero · e4 cavallo del nero · c3 cavallo del bianco · f3 cavallo del bianco · g3 pedone del bianco · a2 pedone del bianco · b2 pedone del bianco · c2 pedone del bianco · d2 pedone del bianco · f2 pedone del bianco · h2 pedone del bianco · a1 torre del bianco · c1 alfiere del bianco · d1 donna del bianco · e1 re del bianco · f1 alfiere del bianco · h1 torre del bianco | a8 torre del nero · c8 alfiere del nero · d8 donna del nero · e8 re del nero · f8 alfiere del nero · h8 torre del nero · a7 pedone del nero · b7 pedone del nero · c7 pedone del nero · d7 pedone del nero · f7 pedone del nero · g7 pedone del nero · h7 pedone del nero · c6 cavallo del nero · e5 pedone del nero · e4 cavallo del nero · c3 cavallo del bianco · f3 cavallo del bianco · g3 pedone del bianco · a2 pedone del bianco · b2 pedone del bianco · c2 pedone del bianco · d2 pedone del bianco · f2 pedone del bianco · h2 pedone del bianco · a1 torre del bianco · c1 alfiere del bianco · d1 donna del bianco · e1 re del bianco · f1 alfiere del bianco · h1 torre del bianco | a8 torre del nero · c8 alfiere del nero · d8 donna del nero · e8 re del nero · f8 alfiere del nero · h8 torre del nero · a7 pedone del nero · b7 pedone del nero · c7 pedone del nero · d7 pedone del nero · f7 pedone del nero · g7 pedone del nero · h7 pedone del nero · c6 cavallo del nero · e5 pedone del nero · e4 cavallo del nero · c3 cavallo del bianco · f3 cavallo del bianco · g3 pedone del bianco · a2 pedone del bianco · b2 pedone del bianco · c2 pedone del bianco · d2 pedone del bianco · f2 pedone del bianco · h2 pedone del bianco · a1 torre del bianco · c1 alfiere del bianco · d1 donna del bianco · e1 re del bianco · f1 alfiere del bianco · h1 torre del bianco | a8 torre del nero · c8 alfiere del nero · d8 donna del nero · e8 re del nero · f8 alfiere del nero · h8 torre del nero · a7 pedone del nero · b7 pedone del nero · c7 pedone del nero · d7 pedone del nero · f7 pedone del nero · g7 pedone del nero · h7 pedone del nero · c6 cavallo del nero · e5 pedone del nero · e4 cavallo del nero · c3 cavallo del bianco · f3 cavallo del bianco · g3 pedone del bianco · a2 pedone del bianco · b2 pedone del bianco · c2 pedone del bianco · d2 pedone del bianco · f2 pedone del bianco · h2 pedone del bianco · a1 torre del bianco · c1 alfiere del bianco · d1 donna del bianco · e1 re del bianco · f1 alfiere del bianco · h1 torre del bianco | 4 |
| 3 | a8 torre del nero · c8 alfiere del nero · d8 donna del nero · e8 re del nero · f8 alfiere del nero · h8 torre del nero · a7 pedone del nero · b7 pedone del nero · c7 pedone del nero · d7 pedone del nero · f7 pedone del nero · g7 pedone del nero · h7 pedone del nero · c6 cavallo del nero · e5 pedone del nero · e4 cavallo del nero · c3 cavallo del bianco · f3 cavallo del bianco · g3 pedone del bianco · a2 pedone del bianco · b2 pedone del bianco · c2 pedone del bianco · d2 pedone del bianco · f2 pedone del bianco · h2 pedone del bianco · a1 torre del bianco · c1 alfiere del bianco · d1 donna del bianco · e1 re del bianco · f1 alfiere del bianco · h1 torre del bianco | a8 torre del nero · c8 alfiere del nero · d8 donna del nero · e8 re del nero · f8 alfiere del nero · h8 torre del nero · a7 pedone del nero · b7 pedone del nero · c7 pedone del nero · d7 pedone del nero · f7 pedone del nero · g7 pedone del nero · h7 pedone del nero · c6 cavallo del nero · e5 pedone del nero · e4 cavallo del nero · c3 cavallo del bianco · f3 cavallo del bianco · g3 pedone del bianco · a2 pedone del bianco · b2 pedone del bianco · c2 pedone del bianco · d2 pedone del bianco · f2 pedone del bianco · h2 pedone del bianco · a1 torre del bianco · c1 alfiere del bianco · d1 donna del bianco · e1 re del bianco · f1 alfiere del bianco · h1 torre del bianco | a8 torre del nero · c8 alfiere del nero · d8 donna del nero · e8 re del nero · f8 alfiere del nero · h8 torre del nero · a7 pedone del nero · b7 pedone del nero · c7 pedone del nero · d7 pedone del nero · f7 pedone del nero · g7 pedone del nero · h7 pedone del nero · c6 cavallo del nero · e5 pedone del nero · e4 cavallo del nero · c3 cavallo del bianco · f3 cavallo del bianco · g3 pedone del bianco · a2 pedone del bianco · b2 pedone del bianco · c2 pedone del bianco · d2 pedone del bianco · f2 pedone del bianco · h2 pedone del bianco · a1 torre del bianco · c1 alfiere del bianco · d1 donna del bianco · e1 re del bianco · f1 alfiere del bianco · h1 torre del bianco | a8 torre del nero · c8 alfiere del nero · d8 donna del nero · e8 re del nero · f8 alfiere del nero · h8 torre del nero · a7 pedone del nero · b7 pedone del nero · c7 pedone del nero · d7 pedone del nero · f7 pedone del nero · g7 pedone del nero · h7 pedone del nero · c6 cavallo del nero · e5 pedone del nero · e4 cavallo del nero · c3 cavallo del bianco · f3 cavallo del bianco · g3 pedone del bianco · a2 pedone del bianco · b2 pedone del bianco · c2 pedone del bianco · d2 pedone del bianco · f2 pedone del bianco · h2 pedone del bianco · a1 torre del bianco · c1 alfiere del bianco · d1 donna del bianco · e1 re del bianco · f1 alfiere del bianco · h1 torre del bianco | a8 torre del nero · c8 alfiere del nero · d8 donna del nero · e8 re del nero · f8 alfiere del nero · h8 torre del nero · a7 pedone del nero · b7 pedone del nero · c7 pedone del nero · d7 pedone del nero · f7 pedone del nero · g7 pedone del nero · h7 pedone del nero · c6 cavallo del nero · e5 pedone del nero · e4 cavallo del nero · c3 cavallo del bianco · f3 cavallo del bianco · g3 pedone del bianco · a2 pedone del bianco · b2 pedone del bianco · c2 pedone del bianco · d2 pedone del bianco · f2 pedone del bianco · h2 pedone del bianco · a1 torre del bianco · c1 alfiere del bianco · d1 donna del bianco · e1 re del bianco · f1 alfiere del bianco · h1 torre del bianco | a8 torre del nero · c8 alfiere del nero · d8 donna del nero · e8 re del nero · f8 alfiere del nero · h8 torre del nero · a7 pedone del nero · b7 pedone del nero · c7 pedone del nero · d7 pedone del nero · f7 pedone del nero · g7 pedone del nero · h7 pedone del nero · c6 cavallo del nero · e5 pedone del nero · e4 cavallo del nero · c3 cavallo del bianco · f3 cavallo del bianco · g3 pedone del bianco · a2 pedone del bianco · b2 pedone del bianco · c2 pedone del bianco · d2 pedone del bianco · f2 pedone del bianco · h2 pedone del bianco · a1 torre del bianco · c1 alfiere del bianco · d1 donna del bianco · e1 re del bianco · f1 alfiere del bianco · h1 torre del bianco | a8 torre del nero · c8 alfiere del nero · d8 donna del nero · e8 re del nero · f8 alfiere del nero · h8 torre del nero · a7 pedone del nero · b7 pedone del nero · c7 pedone del nero · d7 pedone del nero · f7 pedone del nero · g7 pedone del nero · h7 pedone del nero · c6 cavallo del nero · e5 pedone del nero · e4 cavallo del nero · c3 cavallo del bianco · f3 cavallo del bianco · g3 pedone del bianco · a2 pedone del bianco · b2 pedone del bianco · c2 pedone del bianco · d2 pedone del bianco · f2 pedone del bianco · h2 pedone del bianco · a1 torre del bianco · c1 alfiere del bianco · d1 donna del bianco · e1 re del bianco · f1 alfiere del bianco · h1 torre del bianco | a8 torre del nero · c8 alfiere del nero · d8 donna del nero · e8 re del nero · f8 alfiere del nero · h8 torre del nero · a7 pedone del nero · b7 pedone del nero · c7 pedone del nero · d7 pedone del nero · f7 pedone del nero · g7 pedone del nero · h7 pedone del nero · c6 cavallo del nero · e5 pedone del nero · e4 cavallo del nero · c3 cavallo del bianco · f3 cavallo del bianco · g3 pedone del bianco · a2 pedone del bianco · b2 pedone del bianco · c2 pedone del bianco · d2 pedone del bianco · f2 pedone del bianco · h2 pedone del bianco · a1 torre del bianco · c1 alfiere del bianco · d1 donna del bianco · e1 re del bianco · f1 alfiere del bianco · h1 torre del bianco | 3 |
| 2 | a8 torre del nero · c8 alfiere del nero · d8 donna del nero · e8 re del nero · f8 alfiere del nero · h8 torre del nero · a7 pedone del nero · b7 pedone del nero · c7 pedone del nero · d7 pedone del nero · f7 pedone del nero · g7 pedone del nero · h7 pedone del nero · c6 cavallo del nero · e5 pedone del nero · e4 cavallo del nero · c3 cavallo del bianco · f3 cavallo del bianco · g3 pedone del bianco · a2 pedone del bianco · b2 pedone del bianco · c2 pedone del bianco · d2 pedone del bianco · f2 pedone del bianco · h2 pedone del bianco · a1 torre del bianco · c1 alfiere del bianco · d1 donna del bianco · e1 re del bianco · f1 alfiere del bianco · h1 torre del bianco | a8 torre del nero · c8 alfiere del nero · d8 donna del nero · e8 re del nero · f8 alfiere del nero · h8 torre del nero · a7 pedone del nero · b7 pedone del nero · c7 pedone del nero · d7 pedone del nero · f7 pedone del nero · g7 pedone del nero · h7 pedone del nero · c6 cavallo del nero · e5 pedone del nero · e4 cavallo del nero · c3 cavallo del bianco · f3 cavallo del bianco · g3 pedone del bianco · a2 pedone del bianco · b2 pedone del bianco · c2 pedone del bianco · d2 pedone del bianco · f2 pedone del bianco · h2 pedone del bianco · a1 torre del bianco · c1 alfiere del bianco · d1 donna del bianco · e1 re del bianco · f1 alfiere del bianco · h1 torre del bianco | a8 torre del nero · c8 alfiere del nero · d8 donna del nero · e8 re del nero · f8 alfiere del nero · h8 torre del nero · a7 pedone del nero · b7 pedone del nero · c7 pedone del nero · d7 pedone del nero · f7 pedone del nero · g7 pedone del nero · h7 pedone del nero · c6 cavallo del nero · e5 pedone del nero · e4 cavallo del nero · c3 cavallo del bianco · f3 cavallo del bianco · g3 pedone del bianco · a2 pedone del bianco · b2 pedone del bianco · c2 pedone del bianco · d2 pedone del bianco · f2 pedone del bianco · h2 pedone del bianco · a1 torre del bianco · c1 alfiere del bianco · d1 donna del bianco · e1 re del bianco · f1 alfiere del bianco · h1 torre del bianco | a8 torre del nero · c8 alfiere del nero · d8 donna del nero · e8 re del nero · f8 alfiere del nero · h8 torre del nero · a7 pedone del nero · b7 pedone del nero · c7 pedone del nero · d7 pedone del nero · f7 pedone del nero · g7 pedone del nero · h7 pedone del nero · c6 cavallo del nero · e5 pedone del nero · e4 cavallo del nero · c3 cavallo del bianco · f3 cavallo del bianco · g3 pedone del bianco · a2 pedone del bianco · b2 pedone del bianco · c2 pedone del bianco · d2 pedone del bianco · f2 pedone del bianco · h2 pedone del bianco · a1 torre del bianco · c1 alfiere del bianco · d1 donna del bianco · e1 re del bianco · f1 alfiere del bianco · h1 torre del bianco | a8 torre del nero · c8 alfiere del nero · d8 donna del nero · e8 re del nero · f8 alfiere del nero · h8 torre del nero · a7 pedone del nero · b7 pedone del nero · c7 pedone del nero · d7 pedone del nero · f7 pedone del nero · g7 pedone del nero · h7 pedone del nero · c6 cavallo del nero · e5 pedone del nero · e4 cavallo del nero · c3 cavallo del bianco · f3 cavallo del bianco · g3 pedone del bianco · a2 pedone del bianco · b2 pedone del bianco · c2 pedone del bianco · d2 pedone del bianco · f2 pedone del bianco · h2 pedone del bianco · a1 torre del bianco · c1 alfiere del bianco · d1 donna del bianco · e1 re del bianco · f1 alfiere del bianco · h1 torre del bianco | a8 torre del nero · c8 alfiere del nero · d8 donna del nero · e8 re del nero · f8 alfiere del nero · h8 torre del nero · a7 pedone del nero · b7 pedone del nero · c7 pedone del nero · d7 pedone del nero · f7 pedone del nero · g7 pedone del nero · h7 pedone del nero · c6 cavallo del nero · e5 pedone del nero · e4 cavallo del nero · c3 cavallo del bianco · f3 cavallo del bianco · g3 pedone del bianco · a2 pedone del bianco · b2 pedone del bianco · c2 pedone del bianco · d2 pedone del bianco · f2 pedone del bianco · h2 pedone del bianco · a1 torre del bianco · c1 alfiere del bianco · d1 donna del bianco · e1 re del bianco · f1 alfiere del bianco · h1 torre del bianco | a8 torre del nero · c8 alfiere del nero · d8 donna del nero · e8 re del nero · f8 alfiere del nero · h8 torre del nero · a7 pedone del nero · b7 pedone del nero · c7 pedone del nero · d7 pedone del nero · f7 pedone del nero · g7 pedone del nero · h7 pedone del nero · c6 cavallo del nero · e5 pedone del nero · e4 cavallo del nero · c3 cavallo del bianco · f3 cavallo del bianco · g3 pedone del bianco · a2 pedone del bianco · b2 pedone del bianco · c2 pedone del bianco · d2 pedone del bianco · f2 pedone del bianco · h2 pedone del bianco · a1 torre del bianco · c1 alfiere del bianco · d1 donna del bianco · e1 re del bianco · f1 alfiere del bianco · h1 torre del bianco | a8 torre del nero · c8 alfiere del nero · d8 donna del nero · e8 re del nero · f8 alfiere del nero · h8 torre del nero · a7 pedone del nero · b7 pedone del nero · c7 pedone del nero · d7 pedone del nero · f7 pedone del nero · g7 pedone del nero · h7 pedone del nero · c6 cavallo del nero · e5 pedone del nero · e4 cavallo del nero · c3 cavallo del bianco · f3 cavallo del bianco · g3 pedone del bianco · a2 pedone del bianco · b2 pedone del bianco · c2 pedone del bianco · d2 pedone del bianco · f2 pedone del bianco · h2 pedone del bianco · a1 torre del bianco · c1 alfiere del bianco · d1 donna del bianco · e1 re del bianco · f1 alfiere del bianco · h1 torre del bianco | 2 |
| 1 | a8 torre del nero · c8 alfiere del nero · d8 donna del nero · e8 re del nero · f8 alfiere del nero · h8 torre del nero · a7 pedone del nero · b7 pedone del nero · c7 pedone del nero · d7 pedone del nero · f7 pedone del nero · g7 pedone del nero · h7 pedone del nero · c6 cavallo del nero · e5 pedone del nero · e4 cavallo del nero · c3 cavallo del bianco · f3 cavallo del bianco · g3 pedone del bianco · a2 pedone del bianco · b2 pedone del bianco · c2 pedone del bianco · d2 pedone del bianco · f2 pedone del bianco · h2 pedone del bianco · a1 torre del bianco · c1 alfiere del bianco · d1 donna del bianco · e1 re del bianco · f1 alfiere del bianco · h1 torre del bianco | a8 torre del nero · c8 alfiere del nero · d8 donna del nero · e8 re del nero · f8 alfiere del nero · h8 torre del nero · a7 pedone del nero · b7 pedone del nero · c7 pedone del nero · d7 pedone del nero · f7 pedone del nero · g7 pedone del nero · h7 pedone del nero · c6 cavallo del nero · e5 pedone del nero · e4 cavallo del nero · c3 cavallo del bianco · f3 cavallo del bianco · g3 pedone del bianco · a2 pedone del bianco · b2 pedone del bianco · c2 pedone del bianco · d2 pedone del bianco · f2 pedone del bianco · h2 pedone del bianco · a1 torre del bianco · c1 alfiere del bianco · d1 donna del bianco · e1 re del bianco · f1 alfiere del bianco · h1 torre del bianco | a8 torre del nero · c8 alfiere del nero · d8 donna del nero · e8 re del nero · f8 alfiere del nero · h8 torre del nero · a7 pedone del nero · b7 pedone del nero · c7 pedone del nero · d7 pedone del nero · f7 pedone del nero · g7 pedone del nero · h7 pedone del nero · c6 cavallo del nero · e5 pedone del nero · e4 cavallo del nero · c3 cavallo del bianco · f3 cavallo del bianco · g3 pedone del bianco · a2 pedone del bianco · b2 pedone del bianco · c2 pedone del bianco · d2 pedone del bianco · f2 pedone del bianco · h2 pedone del bianco · a1 torre del bianco · c1 alfiere del bianco · d1 donna del bianco · e1 re del bianco · f1 alfiere del bianco · h1 torre del bianco | a8 torre del nero · c8 alfiere del nero · d8 donna del nero · e8 re del nero · f8 alfiere del nero · h8 torre del nero · a7 pedone del nero · b7 pedone del nero · c7 pedone del nero · d7 pedone del nero · f7 pedone del nero · g7 pedone del nero · h7 pedone del nero · c6 cavallo del nero · e5 pedone del nero · e4 cavallo del nero · c3 cavallo del bianco · f3 cavallo del bianco · g3 pedone del bianco · a2 pedone del bianco · b2 pedone del bianco · c2 pedone del bianco · d2 pedone del bianco · f2 pedone del bianco · h2 pedone del bianco · a1 torre del bianco · c1 alfiere del bianco · d1 donna del bianco · e1 re del bianco · f1 alfiere del bianco · h1 torre del bianco | a8 torre del nero · c8 alfiere del nero · d8 donna del nero · e8 re del nero · f8 alfiere del nero · h8 torre del nero · a7 pedone del nero · b7 pedone del nero · c7 pedone del nero · d7 pedone del nero · f7 pedone del nero · g7 pedone del nero · h7 pedone del nero · c6 cavallo del nero · e5 pedone del nero · e4 cavallo del nero · c3 cavallo del bianco · f3 cavallo del bianco · g3 pedone del bianco · a2 pedone del bianco · b2 pedone del bianco · c2 pedone del bianco · d2 pedone del bianco · f2 pedone del bianco · h2 pedone del bianco · a1 torre del bianco · c1 alfiere del bianco · d1 donna del bianco · e1 re del bianco · f1 alfiere del bianco · h1 torre del bianco | a8 torre del nero · c8 alfiere del nero · d8 donna del nero · e8 re del nero · f8 alfiere del nero · h8 torre del nero · a7 pedone del nero · b7 pedone del nero · c7 pedone del nero · d7 pedone del nero · f7 pedone del nero · g7 pedone del nero · h7 pedone del nero · c6 cavallo del nero · e5 pedone del nero · e4 cavallo del nero · c3 cavallo del bianco · f3 cavallo del bianco · g3 pedone del bianco · a2 pedone del bianco · b2 pedone del bianco · c2 pedone del bianco · d2 pedone del bianco · f2 pedone del bianco · h2 pedone del bianco · a1 torre del bianco · c1 alfiere del bianco · d1 donna del bianco · e1 re del bianco · f1 alfiere del bianco · h1 torre del bianco | a8 torre del nero · c8 alfiere del nero · d8 donna del nero · e8 re del nero · f8 alfiere del nero · h8 torre del nero · a7 pedone del nero · b7 pedone del nero · c7 pedone del nero · d7 pedone del nero · f7 pedone del nero · g7 pedone del nero · h7 pedone del nero · c6 cavallo del nero · e5 pedone del nero · e4 cavallo del nero · c3 cavallo del bianco · f3 cavallo del bianco · g3 pedone del bianco · a2 pedone del bianco · b2 pedone del bianco · c2 pedone del bianco · d2 pedone del bianco · f2 pedone del bianco · h2 pedone del bianco · a1 torre del bianco · c1 alfiere del bianco · d1 donna del bianco · e1 re del bianco · f1 alfiere del bianco · h1 torre del bianco | a8 torre del nero · c8 alfiere del nero · d8 donna del nero · e8 re del nero · f8 alfiere del nero · h8 torre del nero · a7 pedone del nero · b7 pedone del nero · c7 pedone del nero · d7 pedone del nero · f7 pedone del nero · g7 pedone del nero · h7 pedone del nero · c6 cavallo del nero · e5 pedone del nero · e4 cavallo del nero · c3 cavallo del bianco · f3 cavallo del bianco · g3 pedone del bianco · a2 pedone del bianco · b2 pedone del bianco · c2 pedone del bianco · d2 pedone del bianco · f2 pedone del bianco · h2 pedone del bianco · a1 torre del bianco · c1 alfiere del bianco · d1 donna del bianco · e1 re del bianco · f1 alfiere del bianco · h1 torre del bianco | 1 |
|   | a | b | c | d | e | f | g | h |   |

Un gambetto simile può essere giocato dal Nero: dopo 4. g3 si può giocare 4...Cxe4!?. Questa variante è in qualche modo più valida della controparte bianca perché 4. g3 ha indebolito la casella f3. Inoltre a colori invertiti il Bianco non può giocare la linea suggerita da Larry Kaufman poiché 5. Cxe4 d5 6. Cc3 d4 7. Ab5? dxc3 8. Cxe5? Dd5 9. De2? perde a causa di 9...Dxh1+. D'altra parte, con il pedone in g3, è possibile muovere il Cavallo in h4 e l'arrocco dovrebbe risultare più facile da ottenere.

## Partite d'esempio
Le due seguenti partite di gioco rapido mostrano la pericolosità di questo gambetto se il Nero non è preparato ad affrontarlo:
- Brause (Computer)-N.N., German Internet Chess Server 1997. 1. e4 e5 2. Cf3 Cc6 3. Cc3 Cf6 4. Cxe5 Cxe5 5. d4 Cg6 6. e5 Cg8 7. Ac4 c6 8. Df3 f6 9. 0-0 d5 10. exd6 (e.p.) Axd6 11. Ce4 C8e7? 12. Dxf6!! gxf6? 13. Cxf6+ Rf8 14. Ah6# 1-0.
- Brause-N.N., Internet Chess Club 1997. 1. e4 e5 2. Cf3 Cc6 3. Cc3 Cf6 4. Cxe5 Cxe5 5. d4 Cc6 6. d5 Cb8 7. e5 Cg8 8. d6 Cc6 9. Cb5 cxd6 10. exd6 Axd6? (10...Df6) 11. Dxd6 Dd7+ 12. Ae3 Dxd6 13. Cxd6+ Rf8 14. Ac4 Ce5 15. Ab3 Ce7 16. 0-0-0 f6 17. f4 Cg4 18. The1 (con la minaccia 19. Ac5 e 20. Cxc8 Txc8 21. Txd7) 1-0.

La partita giocata tra il maestro FIDE Torrecillas (2389) e Keiser (1932) vinse il premio per la vittoria più spettacolare del Bianco in un torneo di scacchi per corrispondenza dedicato al gambetto Halloween.
- Torrecillas (2389)-Keiser (1932), Email 2003. 1. e4 e5 2. Cf3 Cc6 3. Cc3 Cf6 4. Cxe5 Cxe5 5. d4 Cg6 6. e5 Cg8 7. Ac4 Ab4 8. Df3 f6 9. 0-0 Axc3 10. bxc3 d5 11. exd6 (e.p.) cxd6 12. Aa3 C8e7 13. Tfe1 Dc7 14. Ab3 Rd8 15. c4 Ad7 16. Tad1 Dc6 17. Dc3 a5 18. d5 Dc7 19. c5 b5 20. Dd2 b4 21. cxd6 Dxd6 22. Ab2 a4 23. Ac4 Re8 24. a3 Ce5 25. Aa2 b3 26. cxb3 axb3 27. Axb3 Rf7 28. f4 C5g6 29. Te6 Dxf4 30. De2 Db8 31. Aa2 Da7+ 32. Rh1 Rf8 33. d6 Cg8 34. Dc4 Ch6 35. Af6! gxf6 (35...Axe6 36. Dxe6 gxf6 37. Dxf6+ Cf7 38. d7 con matto a seguire) 36. Txf6+ Re8 (36...Rg7 37. Dc3) 37. Txg6 hxg6 38. Dc3 Th7 39. Df6 Aa4 40. Dxg6+ Cf7 41. Tf1 Ac2 (41...Ac6 42. Axf7+ Dxf7 [42...Txf7 43. Dg8+ Rd7 44. Txf7+] 43. Txf7 Txf7 44. Dg8+ Rd7 [44...Tf8 45. De6+ Rd8 46. De7+ Rc8 47. Dc7#] 45. Dxf7+ Rxd6 46. h4+) 42. Dxc2 1-0.